# Ligue 1 (2021/2022)/Wyniki rundy jesiennej

## Zestawienie wszystkich meczów
| Gospodarz \ Gość    | ANG | BOR | BRE | CLE | LEN | LIL | LOR | OL  | OM  | MET | ASM | MON | FCN | NIC | PSG | REI | REN | STE | STR | TRO |
| ------------------- | --- | --- | --- | --- | --- | --- | --- | --- | --- | --- | --- | --- | --- | --- | --- | --- | --- | --- | --- | --- |
| Angers SCO          |     | 4–1 | 1–0 | 0–1 | 1–2 | 1–1 | 1–0 | 3–0 | 0–0 | 3–2 | 1–3 | 2–0 | 1–4 | 1–2 | 0–3 | 0–1 | 2–0 | 0–1 | 0–1 | 2–1 |
| Girondins Bordeaux  | 1–1 |     | 1–2 | 0–2 | 2–3 | 2–3 | 0–0 | 2–2 | 0–1 | 3–1 | 1–1 | 0–2 | 1–1 | 0–1 | 2–3 | 3–2 | 1–1 | 2–2 | 4–3 | 0–2 |
| Brest               | 1–1 | 2–4 |     | 2–0 | 4–0 | 2–0 | 0–1 | 2–1 | 1–4 | 1–2 | 2–0 | 0–4 | 1–1 | 0–3 | 2–4 | 1–1 | 1–1 | 1–0 | 0–1 | 5–1 |
| Clermont Foot       | 2–2 | 1–1 | 1–1 |     | 2–2 | 1–0 | 0–2 | 1–2 | 0–1 | 2–2 | 1–3 | 2–1 | 2–3 | 1–2 | 1–6 | 0–0 | 2–1 | 1–2 | 0–2 | 2–0 |
| RC Lens             | 2–2 | 3–2 | 0–1 | 3–1 |     | 1–0 | 2–2 | 1–1 | 0–2 | 4–1 | 2–2 | 2–0 | 2–2 | 3–0 | 1–1 | 2–0 | 1–0 | 2–2 | 0–1 | 4–0 |
| Lille OSC           | 1–1 | 0–0 | 1–1 | 4–0 | 1–2 |     | 3–1 | 0–0 | 2–0 | 0–0 | 1–2 | 2–1 | 1–1 | 0–4 | 1–5 | 2–1 | 2–2 | 0–0 | 1–0 | 2–1 |
| Lorient             | 0–0 | 1–1 | 1–2 | 1–1 | 2–0 | 2–1 |     | 1–4 | 0–3 | 1–0 | 1–0 | 0–1 | 0–1 | 1–0 | 1–1 | 1–2 | 0–2 | 6–2 | 0–0 | 1–1 |
| Olympique Lyon      | 3–2 | 6–1 | 1–1 | 3–3 | 2–1 | 0–1 | 1–1 |     | 2–1 | 1–1 | 2–0 | 5–2 | 3–2 | 2–0 | 1–1 | 1–2 | 2–4 | 1–0 | 3–1 | 3–1 |
| Olympique Marsylia  | 5–2 | 2–2 | 1–2 | 0–2 | 2–3 | 1–1 | 4–1 | 0–3 |     | 0–0 | 0–1 | 2–0 | 3–2 | 2–1 | 0–0 | 1–1 | 2–0 | 3–1 | 4–0 | 1–0 |
| FC Metz             | 1–0 | 3–3 | 0–1 | 1–1 | 0–0 | 3–3 | 4–1 | 3–2 | 1–2 |     | 1–2 | 1–3 | 0–0 | 0–2 | 1–2 | 1–1 | 0–3 | 1–1 | 0–2 | 0–2 |
| AS Monaco           | 2–0 | 3–0 | 4–2 | 4–0 | 0–2 | 2–2 | 0–0 | 2–0 | 0–2 | 4–0 |     | 3–1 | 1–1 | 1–0 | 3–0 | 1–2 | 2–1 | 3–1 | 1–1 | 2–1 |
| Montpellier HSC     | 4–1 | 3–3 | 1–2 | 1–0 | 1–0 | 0–1 | 3–1 | 0–1 | 2–3 | 2–2 | 3–2 |     | 2–0 | 0–0 | 0–4 | 0–0 | 2–4 | 2–0 | 1–1 | 0–1 |
| FC Nantes           | 1–1 | 5–3 | 3–1 | 2–1 | 3–2 | 0–1 | 4–2 | 0–1 | 0–1 | 2–0 | 0–0 | 2–0 |     | 0–2 | 3–1 | 1–0 | 2–1 | 1–1 | 2–2 | 2–0 |
| OGC Nice            | 1–0 | 4–0 | 2–1 | 0–1 | 2–1 | 1–3 | 2–1 | 3–2 | 1–1 | 0–1 | 2–2 | 0–1 | 2–1 |     | 1–0 | 0–0 | 1–1 | 4–2 | 0–3 | 1–0 |
| Paris Saint-Germain | 2–1 | 3–0 | 2–0 | 4–0 | 1–1 | 2–1 | 5–1 | 2–1 | 2–1 | 5–0 | 2–0 | 2–0 | 3–1 | 0–0 |     | 4–0 | 1–0 | 3–1 | 4–2 | 2–2 |
| Stade de Reims      | 1–2 | 5–0 | 1–1 | 1–0 | 1–2 | 2–1 | 0–0 | 0–0 | 0–1 | 0–1 | 0–0 | 3–3 | 3–1 | 2–3 | 0–2 |     | 2–3 | 2–0 | 1–1 | 1–2 |
| Stade Rennes        | 2–0 | 6–0 | 2–0 | 6–0 | 1–1 | 1–2 | 5–0 | 4–1 | 2–0 | 6–1 | 2–3 | 2–0 | 1–0 | 1–2 | 2–0 | 0–2 |     | 2–0 | 1–0 | 4–1 |
| AS Saint-Étienne    | 2–2 | 1–2 | 2–1 | 3–2 | 1–2 | 1–1 | 1–1 | 1–1 | 2–4 | 1–0 | 1–4 | 3–1 | 0–1 | 0–3 | 1–3 | 1–2 | 0–5 |     | 2–2 | 1–1 |
| RC Strasbourg       | 0–2 | 5–2 | 3–1 | 1–0 | 1–0 | 1–2 | 4–0 | 1–1 | 0–2 | 3–0 | 1–0 | 3–1 | 1–0 | 0–0 | 3–3 | 1–1 | 2–1 | 5–1 |     | 1–1 |
| Troyes              | 1–1 | 1–2 | 1–1 | 0–1 | 1–3 | 3–0 | 2–0 | 0–1 | 1–1 | 0–0 | 1–2 | 1–1 | 2–2 | 1–0 | 1–2 | 1–0 | 2–2 | 0–1 | 1–1 |     |

## Runda jesienna (6 sierpnia – 22 grudnia)
Źródło 1:
Źródło 2:
Źródło 3:

### 1. kolejka (6 – 8 sierpnia)
| 6 sierpnia 2021 | AS Monaco   | 1:1   | FC Nantes       |                                                                 |
| 21:00           | Martins 14' | (1:1) | 42' Castelletto | Stadion Ludwika II, Monako Widzów: 7 500 Sędzia: Antony Gautier |

| 7 sierpnia 2021 | Olympique Lyon | 1:1   | Brest        |                                                                |
| 17:00           | Slimani 62'    | (0:1) | 43' Cardona  | Parc OL, Décines-Charpieu Widzów: 29 018 Sędzia: Mikael Lesage |
| 17:00           | Slimani 90+3'  | (0:1) | 67' Magnetti | Parc OL, Décines-Charpieu Widzów: 29 018 Sędzia: Mikael Lesage |

| 7 sierpnia 2021 | Troyes       | 1:2   | Paris Saint-Germain                                    |                                                               |
| 21:00           | El Hajjam 9' | (1:2) | 19' Hakimi · 21' Icardi                                | Stade de l’Aube, Troyes Widzów: 16 000 Sędzia: Amaury Delerue |
| 21:00           | Koné 89'     | (1:2) | 33' Kimpembe · 45' Hakimi · 70' Icardi · 90+2' Sarabia | Stade de l’Aube, Troyes Widzów: 16 000 Sędzia: Amaury Delerue |

| 8 sierpnia 2021 | Stade Rennes             | 1:1   | RC Lens    |                                                             |
| 13:00           | Sulemana 14'             | (1:1) | 19' Fofana | Roazhon Park, Rennes Widzów: 22 567 Sędzia: Bastien Dechepy |
| 13:00           | 36' Fofana · 55' Machado | (1:1) |            | Roazhon Park, Rennes Widzów: 22 567 Sędzia: Bastien Dechepy |

| 8 sierpnia 2021 | Girondins Bordeaux | 0:2   | Clermont Foot           |                                                                        |
| 15:00           |                    | (0:0) | 82' Bayo · 90+3' Dossou | Stade Matmut-Atlantique, Bordeaux Widzów: 18 748 Sędzia: Florent Batta |
| 15:00           | Kalu 35'           | (0:0) |                         | Stade Matmut-Atlantique, Bordeaux Widzów: 18 748 Sędzia: Florent Batta |

| 8 sierpnia 2021 | OGC Nice     | 0:0   | Stade de Reims |                                                           |
| 15:00           |              | (0:0) |                | Allianz Riviera, Nicea Widzów: 18 030 Sędzia: Johan Hamel |
| 15:00           | Todibo 45+1' | (0:0) | 52' Cafaro     | Allianz Riviera, Nicea Widzów: 18 030 Sędzia: Johan Hamel |

| 8 sierpnia 2021 | AS Saint-Étienne                 | 1:1   | Lorient                                 |                                                                              |
| 15:00           | Khazri 70' (k)                   | (0:0) | 52' Le Goff                             | Stade Geoffroy-Guichard, Saint-Étienne Widzów: 20 461 Sędzia: Thomas Léonard |
| 15:00           | Kolodziejczak 35' · Youssouf 57' | (0:0) | 45+1' Lemoine · 48' Silva · 66' Le Goff | Stade Geoffroy-Guichard, Saint-Étienne Widzów: 20 461 Sędzia: Thomas Léonard |

| 8 sierpnia 2021 | RC Strasbourg           | 0:2   | Angers SCO                           |                                                                    |
| 15:00           |                         | (0:0) | 57' Traoré · 81' Bahoken             | Stade de la Meinau, Strasburg Widzów: 23 250 Sędzia: Jérémy Stinat |
| 15:00           | Djiku 18' · Liénard 40' | (0:0) | 35' Taïbi · 41' Mangani · 79' Thomas | Stade de la Meinau, Strasburg Widzów: 23 250 Sędzia: Jérémy Stinat |

| 8 sierpnia 2021 | FC Metz                      | 3:3   | Lille OSC                             |                                                                               |
| 17:00           | Centonze 31', 52' · Udol 41' | (2:1) | 23' Botman · 81' Ikoné · 90+7' Yılmaz | Stade Municipal Saint-Symphorien, Metz Widzów: 15 551 Sędzia: Eric Wattellier |
| 17:00           | Kouyaté 56' · Bronn 56'      | (2:1) | 79' Ikoné · 83' Yılmaz                | Stade Municipal Saint-Symphorien, Metz Widzów: 15 551 Sędzia: Eric Wattellier |

| 8 sierpnia 2021 | Montpellier HSC                | 2:3   | Olympique Marsylia         |                                                                        |
| 20:45           | Peres 30' (sam.) · Laborde 34' | (2:0) | 68' Ünder · 75', 80' Payet | Stade de la Mosson, Montpellier Widzów: 13 500 Sędzia: Jérémie Pignard |
| 20:45           | 44' Peres                      | (2:0) |                            | Stade de la Mosson, Montpellier Widzów: 13 500 Sędzia: Jérémie Pignard |

### 2. kolejka (13 – 15 sierpnia)
| 13 sierpnia 2021 | Lorient                                 | 1:0   | AS Monaco                  |                                                                        |
| 21:00            | Moffi 31' (k)                           | (1:0) |                            | Stade Yves Allainmat, Lorient Widzów: 12 149 Sędzia: Hakim Ben El Hadj |
| 21:00            | Mendes 52' · Monconduit 56' · Hamel 85' | (1:0) | 45' Jakobs · 90+1' Volland | Stade Yves Allainmat, Lorient Widzów: 12 149 Sędzia: Hakim Ben El Hadj |

| 14 sierpnia 2021 | Lille OSC                            | 0:4   | OGC Nice                                         |                                                                              |
| 17:00            |                                      | (0:3) | 1', 64' Dolberg · 5' Boudaoui · 45+4' (k) Gouiri | Stade Pierre-Mauroy, Villeneuve-d’Ascq Widzów: 30 144 Sędzia: Jérôme Brisard |
| 17:00            | Çelik 35' · André 45+3' · Yazıcı 56' | (0:3) | 21' Atal                                         | Stade Pierre-Mauroy, Villeneuve-d’Ascq Widzów: 30 144 Sędzia: Jérôme Brisard |

| 14 sierpnia 2021 | Paris Saint-Germain                                | 4:2   | RC Strasbourg                                |                                                              |
| 21:00            | Icardi 3' · Mbappé 25' · Draxler 27' · Sarabia 86' | (3:0) | 53' Gameiro · 64' Ajorque                    | Parc des Princes, Paryż Widzów: 46 962 Sędzia: Willy Delajod |
| 21:00            | Ebimbe 51'                                         | (3:0) | 60' Fila · 79', 81' Djiku · 90+2' Bellegarde | Parc des Princes, Paryż Widzów: 46 962 Sędzia: Willy Delajod |

| 15 sierpnia 2021 | Angers SCO                                   | 3:0   | Olympique Lyon                                           |                                                                 |
| 13:00            | Boufal 20' · Marcelo 53' (sam.) · Ounahi 77' | (1:0) |                                                          | Stade Raymond-Kopa, Angers Widzów: 6 154 Sędzia: Clément Turpin |
| 13:00            | Mendy 82'                                    | (1:0) | 3' Lukeba · 36' Marcelo · 49', 65' Cornet · 87' Diomandé | Stade Raymond-Kopa, Angers Widzów: 6 154 Sędzia: Clément Turpin |

| 15 sierpnia 2021 | Brest                      | 1:1   | Stade Rennes                                |                                                                   |
| 15:00            | Le Douaron 90+1'           | (0:0) | 84' Guirassy                                | Stade Francis-Le Blé, Brest Widzów: 14 271 Sędzia: Benoît Bastien |
| 15:00            | Honorat 39' · Brassier 44' | (0:0) | 44' Bourigeaud · 79' Ugochukwu · 88' Traoré | Stade Francis-Le Blé, Brest Widzów: 14 271 Sędzia: Benoît Bastien |

| 15 sierpnia 2021 | Clermont Foot | 2:0   | Troyes                         |                                                                                  |
| 15:00            | Bayo 53', 65' | (0:0) |                                | Stade Gabriel-Montpied, Clermont-Ferrand Widzów: 11 005 Sędzia: Romain Lissorgue |
| 15:00            | Mendy 45+1'   | (0:0) | 19', 33' Kaboré · 35' Biancone | Stade Gabriel-Montpied, Clermont-Ferrand Widzów: 11 005 Sędzia: Romain Lissorgue |

| 15 sierpnia 2021 | FC Nantes                 | 2:0   | FC Metz |                                                                  |
| 15:00            | Kolo Muani 12' · Blas 49' | (1:0) |         | Stade de la Beaujoire, Nantes Widzów: 12 054 Sędzia: Johan Hamel |
| 15:00            | Blas 53' · Coco 90'       | (1:0) |         | Stade de la Beaujoire, Nantes Widzów: 12 054 Sędzia: Johan Hamel |

| 15 sierpnia 2021 | Stade de Reims               | 3:3   | Montpellier HSC                     |                                                                  |
| 15:00            | Cassamá 7', 26' · Kebbal 82' | (2:3) | 5' Cozza · 38' Delort · 43' Laborde | Stade Auguste Delaune, Reims Widzów: 8 887 Sędzia: Jérémy Stinat |
| 15:00            | Cafaro 32' · Locko 49'       | (2:3) | 25' Thuler                          | Stade Auguste Delaune, Reims Widzów: 8 887 Sędzia: Jérémy Stinat |

| 15 sierpnia 2021 | RC Lens                 | 2:2   | AS Saint-Étienne                                                                      |                                                                  |
| 17:00            | Ganago 36' · Fofana 77' | (1:1) | 1' Khazri · 52' Bouanga                                                               | Stade Félix-Bollaert, Lens Widzów: 35 541 Sędzia: Amaury Delerue |
| 17:00            | Medina 18'              | (1:1) | 29' Hamouma · 41' Sow · 57' Bouanga · 85' Gourna-Douath · 86' Maçon · 90+5' Aouchiche | Stade Félix-Bollaert, Lens Widzów: 35 541 Sędzia: Amaury Delerue |

| 15 sierpnia 2021 | Olympique Marsylia              | 2:2   | Girondins Bordeaux       |                                                               |
| 20:45            | Ünder 34' · Payet 41'           | (2:0) | 51' Pembélé · 57' Oudin  | Stade Vélodrome, Marsylia Widzów: 50 000 Sędzia: Ruddy Buquet |
| 20:45            | Balerdi 73', 88' · Saliba 90+2' | (2:0) | 30' Kwateng · 84' Otávio | Stade Vélodrome, Marsylia Widzów: 50 000 Sędzia: Ruddy Buquet |

### 3. kolejka (20 – 22 sierpnia)
| 20 sierpnia 2021 | Brest                    | 2:4   | Paris Saint-Germain                                 |                                                                    |
| 21:00            | Honorat 42' · Mounié 85' | (1:2) | 23' Herrera · 36' Mbappé · 73' Gueye · 90' Di María | Stade Francis-Le Blé, Brest Widzów: 14 586 Sędzia: Eric Wattellier |
| 21:00            | Brassier 52'             | (1:2) | 53' Verratti · 65' Mbappé                           | Stade Francis-Le Blé, Brest Widzów: 14 586 Sędzia: Eric Wattellier |

| 21 sierpnia 2021 | AS Monaco                  | 0:2   | RC Lens                  |                                                                  |
| 17:00            |                            | (0:0) | 51' Ganago · 90+4' Banza | Stadion Ludwika II, Monako Widzów: 6 483 Sędzia: Jérémie Pignard |
| 17:00            | Pavlović 83' · Gołowin 86' | (0:0) | 60' Doucouré · 61' Leca  | Stadion Ludwika II, Monako Widzów: 6 483 Sędzia: Jérémie Pignard |

| 21 sierpnia 2021 | AS Saint-Étienne | 1:1   | Lille OSC                         |                                                                             |
| 21:00            | Sow 85'          | (0:1) | 38' Yılmaz                        | Stade Geoffroy-Guichard, Saint-Étienne Widzów: 20 673 Sędzia: Mikael Lesage |
| 21:00            | Khazri 80'       | (0:1) | 19' Djaló · 20' Yılmaz · 78' Xeka | Stade Geoffroy-Guichard, Saint-Étienne Widzów: 20 673 Sędzia: Mikael Lesage |

| 22 sierpnia 2021 | Olympique Lyon                      | 3:3   | Clermont Foot                            |                                                                 |
| 13:00            | Dembélé 5' (k), 21' · Paquetá 45+1' | (3:1) | 12' (sam.) Diomandé · 80', 90+1' Rashani | Parc OL, Décines-Charpieu Widzów: 34 713 Sędzia: Thomas Léonard |
| 13:00            | Guimarães 30' · Toko Ekambi 45+3'   | (3:1) | 52' Ogier · 85' Abdul Samed              | Parc OL, Décines-Charpieu Widzów: 34 713 Sędzia: Thomas Léonard |

| 22 sierpnia 2021 | Girondins Bordeaux       | 1:1   | Angers SCO |                                                                            |
| 15:00            | Mara 10'                 | (1:1) | 38' Thomas | Stade Matmut-Atlantique, Bordeaux Widzów: 18 281 Sędzia: Pierre Gaillouste |
| 15:00            | Mangas 61' · Kwateng 74' | (1:1) |            | Stade Matmut-Atlantique, Bordeaux Widzów: 18 281 Sędzia: Pierre Gaillouste |

| 22 sierpnia 2021 | FC Metz                                         | 1:1   | Stade de Reims            |                                                                             |
| 15:00            | Maïga 14'                                       | (1:1) | 7' Munetsi                | Stade Municipal Saint-Symphorien, Metz Widzów: 14 799 Sędzia: Florent Batta |
| 15:00            | Bronn 31' · Niane 35' · Sarr 36' · Vagner 90+4' | (1:1) | 41' Foket · 60' Gravillon | Stade Municipal Saint-Symphorien, Metz Widzów: 14 799 Sędzia: Florent Batta |

| 22 sierpnia 2021 | Montpellier HSC                                                      | 3:1   | Lorient            |                                                                       |
| 15:00            | Savanier 50' · Mavididi 58' · Delort 83'                             | (0:1) | 21' (sam.) Bertaud | Stade de la Mosson, Montpellier Widzów: 6 527 Sędzia: Bastien Dechepy |
| 15:00            | 49' Lemoine · 67' Monconduit · 84', 86' Mendes · 87', 90+2' Hergault | (0:1) |                    | Stade de la Mosson, Montpellier Widzów: 6 527 Sędzia: Bastien Dechepy |

| 22 sierpnia 2021 | RC Strasbourg                     | 1:1   | Troyes       |                                                                     |
| 15:00            | Thomasson 77'                     | (0:1) | 19' Touzghar | Stade de la Meinau, Strasburg Widzów: 22 185 Sędzia: Jérôme Brisard |
| 15:00            | Fila 39' · Perrin 43' · Waris 75' | (0:1) | 35' Biancone | Stade de la Meinau, Strasburg Widzów: 22 185 Sędzia: Jérôme Brisard |

| 22 sierpnia 2021 | Stade Rennes              | 1:0   | FC Nantes                  |                                                                |
| 17:00            | Terrier 58'               | (0:0) |                            | Roazhon Park, Rennes Widzów: 27 569 Sędzia: Stéphanie Frappart |
| 17:00            | Traoré 11' · Sulemana 79' | (0:0) | 27' Blas · 57' Castelletto | Roazhon Park, Rennes Widzów: 27 569 Sędzia: Stéphanie Frappart |

| 27 października 2021 | OGC Nice                    | 1:1   | Olympique Marsylia         |                                                          |
| 21:00                | Gouiri 6'                   | (1:1) | Payet 42'                  | Stade de l’Aube, Troyes Widzów: 0 Sędzia: Clément Turpin |
| 21:00                | Guessand 31' · Todibo 90+3' | (1:1) | López 90+2' · Kamara 90+4' | Stade de l’Aube, Troyes Widzów: 0 Sędzia: Clément Turpin |

### 4. kolejka (27 – 29 sierpnia)
| 27 sierpnia 2021 | FC Nantes                   | 0:1   | Olympique Lyon    |                                                                     |
| 21:00            |                             | (0:1) | 35' Dembélé       | Stade de la Beaujoire, Nantes Widzów: 23 177 Sędzia: Jérôme Brisard |
| 21:00            | Fábio 7' · Kolo Muani 90+4' | (0:1) | 43', 78' Da Silva | Stade de la Beaujoire, Nantes Widzów: 23 177 Sędzia: Jérôme Brisard |

| 28 sierpnia 2021 | OGC Nice                                       | 4:0   | Girondins Bordeaux          |                                                          |
| 17:00            | Kluivert 7' · Gouiri 33', 42' (k) · Thuram 85' | (3:0) |                             | Allianz Riviera, Nicea Widzów: 0 Sędzia: Jérémie Pignard |
| 17:00            | Boudaoui 45+1' · Lotomba 68' · Lemina 90+1'    | (3:0) | 41' Koscielny · 58' Kwateng | Allianz Riviera, Nicea Widzów: 0 Sędzia: Jérémie Pignard |

| 28 sierpnia 2021 | Olympique Marsylia                     | 3:1   | AS Saint-Étienne                    |                                                                |
| 21:00            | Guendouzi 23' · Gerson 51' · Ünder 68' | (1:1) | 32' Kolodziejczak                   | Stade Vélodrome, Marsylia Widzów: 55 039 Sędzia: Benoît Millot |
| 21:00            | Gueye 87'                              | (1:1) | 42' Khazri · 49' Maçon · 61' Camara | Stade Vélodrome, Marsylia Widzów: 55 039 Sędzia: Benoît Millot |

| 29 sierpnia 2021 | Troyes             | 1:2   | AS Monaco                    |                                                           |
| 13:00            | Aguilar 51' (sam.) | (0:1) | 40', 58' Diop                | Stade de l’Aube, Troyes Widzów: 9 866 Sędzia: Johan Hamel |
| 13:00            | El Hajjam 68'      | (0:1) | 28' Maripán · 48' Tchouaméni | Stade de l’Aube, Troyes Widzów: 9 866 Sędzia: Johan Hamel |

| 29 sierpnia 2021 | Angers SCO           | 2:0   | Stade Rennes  |                                                                 |
| 15:00            | Boufal 57' · Cho 88' | (0:0) |               | Stade Raymond-Kopa, Angers Widzów: 6 473 Sędzia: Antony Gautier |
| 15:00            | Fulgini 84'          | (0:0) | 31', 43' Badé | Stade Raymond-Kopa, Angers Widzów: 6 473 Sędzia: Antony Gautier |

| 29 sierpnia 2021 | Clermont Foot                    | 2:2   | FC Metz                           |                                                                                   |
| 15:00            | Niakaté 35' (sam.) · Rashani 58' | (1:2) | 10' (k) Niane · 29' (sam.) Desmas | Stade Gabriel-Montpied, Clermont-Ferrand Widzów: 11 274 Sędzia: Hakim Ben El Hadj |
| 15:00            | Ogier 40'                        | (1:2) | 30' Sarr · 90+2' Alakouch         | Stade Gabriel-Montpied, Clermont-Ferrand Widzów: 11 274 Sędzia: Hakim Ben El Hadj |

| 29 sierpnia 2021 | RC Lens                 | 2:2   | Lorient                                           |                                                                 |
| 15:00            | Clauss 24' · Fofana 70' | (1:2) | 27' Laurienté · 35' Monconduit                    | Stade Félix-Bollaert, Lens Widzów: 35 029 Sędzia: Willy Delajod |
| 15:00            | Danso 18' · Medina 75'  | (1:2) | 6' Abergel · 12' Fontaine · 23' Silva · 59' Nardi | Stade Félix-Bollaert, Lens Widzów: 35 029 Sędzia: Willy Delajod |

| 29 sierpnia 2021 | RC Strasbourg                                  | 3:1   | Brest              |                                                                       |
| 15:00            | Prcić 24' · Duverne 42' (sam.) · Thomasson 84' | (2:1) | 26' Cardona        | Stade de la Meinau, Strasburg Widzów: 22 341 Sędzia: Romain Lissorgue |
| 15:00            | Fila 55'                                       | (2:1) | 86' Pierre-Gabriel | Stade de la Meinau, Strasburg Widzów: 22 341 Sędzia: Romain Lissorgue |

| 29 sierpnia 2021 | Lille OSC                        | 2:1   | Montpellier HSC                                                                     |                                                                              |
| 17:00            | Yazıcı 45+1' · David 56'         | (1:1) | 45+4' Laborde                                                                       | Stade Pierre-Mauroy, Villeneuve-d’Ascq Widzów: 28 859 Sędzia: Amaury Delerue |
| 17:00            | Fonte 25' · André 33' · Xeka 43' | (1:1) | 24', 73' Sambia · 25' Ferri · 34' Laborde · 56' Savanier · 59' Chotard · 70' Mollet | Stade Pierre-Mauroy, Villeneuve-d’Ascq Widzów: 28 859 Sędzia: Amaury Delerue |

| 29 sierpnia 2021 | Stade de Reims | 0:2   | Paris Saint-Germain                     |                                                                       |
| 20:45            |                | (0:1) | 16', 63' Mbappé                         | Stade Auguste Delaune, Reims Widzów: 20 525 Sędzia: François Letexier |
| 20:45            | Ekitike 84'    | (0:1) | 45' Verratti · 55' Diallo · 88' Paredes | Stade Auguste Delaune, Reims Widzów: 20 525 Sędzia: François Letexier |

### 5. kolejka (10 – 12 września)
| 10 września 2021 | Lorient                      | 2:1   | Lille OSC              |                                                                     |
| 21:00            | Laurienté 7' · Moffi 87'     | (1:1) | 25' (k) Yılmaz         | Stade Yves Allainmat, Lorient Widzów: 10 271 Sędzia: Clément Turpin |
| 21:00            | Abergel 35' · Boisgard 90+1' | (1:1) | 44' Gomes · 90+3' Xeka | Stade Yves Allainmat, Lorient Widzów: 10 271 Sędzia: Clément Turpin |

| 11 września 2021 | Paris Saint-Germain                       | 4:0   | Clermont Foot |                                                              |
| 17:00            | Herrera 20', 31' · Mbappé 55' · Gueye 65' | (2:0) |               | Parc des Princes, Paryż Widzów: 47 329 Sędzia: Mikael Lesage |
| 17:00            | 10' Zedadka                               | (2:0) |               | Parc des Princes, Paryż Widzów: 47 329 Sędzia: Mikael Lesage |

| 11 września 2021 | AS Monaco                                            | 0:2   | Olympique Marsylia |                                                                     |
| 21:00            |                                                      | (0:1) | 37', 60' Dieng     | Stadion Ludwika II, Monako Widzów: 8 615 Sędzia: Stéphanie Frappart |
| 21:00            | Diop 23' · Tchouaméni 49' · Aguilar 57' · Fofana 83' | (0:1) | 16' Kamara         | Stadion Ludwika II, Monako Widzów: 8 615 Sędzia: Stéphanie Frappart |

| 12 września 2021 | Montpellier HSC            | 2:0   | AS Saint-Étienne                               |                                                                       |
| 13:00            | Mavididi 32' · Germain 62' | (1:0) |                                                | Stade de la Mosson, Montpellier Widzów: 10 402 Sędzia: Benoît Bastien |
| 13:00            | Wahi 34'                   | (1:0) | 55' Bouanga · 69' Neyou · 73' Nadé · 88' Saban | Stade de la Mosson, Montpellier Widzów: 10 402 Sędzia: Benoît Bastien |

| 12 września 2021 | Girondins Bordeaux                       | 2:3   | RC Lens                                    |                                                                       |
| 15:00            | Mangas 60' · Onana 88'                   | (0:2) | 39' Kakuta · 43' Medina · 90+6' (k) Sotoca | Stade Matmut-Atlantique, Bordeaux Widzów: 19 763 Sędzia: Luis Godinho |
| 15:00            | Onana 78' · Otávio 90' · Gregersen 90+5' | (0:2) | 49' Gradit · 90+7' Sotoca                  | Stade Matmut-Atlantique, Bordeaux Widzów: 19 763 Sędzia: Luis Godinho |

| 12 września 2021 | Brest                              | 1:1   | Angers SCO              |                                                                  |
| 15:00            | Faivre 62'                         | (0:0) | 78' Mangani             | Stade Francis-Le Blé, Brest Widzów: 10 982 Sędzia: Jérémy Stinat |
| 15:00            | Pierre-Gabriel 27' · Honorat 45+1' | (0:0) | 24' Doumbia · 87' Cabot | Stade Francis-Le Blé, Brest Widzów: 10 982 Sędzia: Jérémy Stinat |

| 12 września 2021 | FC Metz                     | 0:2   | Troyes                         |                                                                  |
| 15:00            |                             | (0:0) | 50' Rodrigues · 84' Chavalerin | Stade Municipal Saint-Symphorien, Metz Sędzia: Pierre Gaillouste |
| 15:00            | Maïga 33' · de Préville 63' | (0:0) | 57' Azamoum                    | Stade Municipal Saint-Symphorien, Metz Sędzia: Pierre Gaillouste |

| 12 września 2021 | Stade Rennes | 0:2   | Stade de Reims              |                                                            |
| 15:00            |              | (0:1) | 26' Ekitike · 67' Koffi     | Roazhon Park, Rennes Widzów: 24 486 Sędzia: Thomas Léonard |
| 15:00            | Aguerd 57'   | (0:1) | 60' Munetsi · 78' Gravillon | Roazhon Park, Rennes Widzów: 24 486 Sędzia: Thomas Léonard |

| 12 września 2021 | FC Nantes               | 0:2   | OGC Nice                              |                                                                    |
| 17:00            |                         | (0:0) | 75' Dolberg · 80' Gouiri              | Stade de la Beaujoire, Nantes Widzów: 14 597 Sędzia: Benoît Millot |
| 17:00            | Girotto 31' · Fábio 51' | (0:0) | 33' Boudaoui · 64' Lemina · 65' Dante | Stade de la Beaujoire, Nantes Widzów: 14 597 Sędzia: Benoît Millot |

| 12 września 2021 | Olympique Lyon                         | 3:1   | RC Strasbourg    |                                                |
| 20:45            | Dembélé 8' · Denayer 64' · Paquetá 87' | (1:0) | 90+7' (k) Diallo | Parc OL, Décines-Charpieu Sędzia: Ruddy Buquet |
| 20:45            | Diomandé 29' · Boateng 84'             | (1:0) | 47' Djiku        | Parc OL, Décines-Charpieu Sędzia: Ruddy Buquet |

### 6. kolejka (17 – 19 września)
| 17 września 2021 | RC Strasbourg                    | 3:0   | FC Metz                                                |                                                                      |
| 21:00            | Ajorque 6' (k) · Diallo 26', 40' | (3:0) |                                                        | Stade de la Meinau, Strasburg Widzów: 25 437 Sędzia: Eric Wattellier |
| 21:00            | Ajorque 18' · Nyamsi 29'         | (3:0) | 28' Centonze · 44' Kouyaté · 84' Traoré · 90+1' Joseph | Stade de la Meinau, Strasburg Widzów: 25 437 Sędzia: Eric Wattellier |

| 18 września 2021 | RC Lens               | 1:0   | Lille OSC                 |                                                                 |
| 17:00            | Frankowski 74'        | (0:0) |                           | Stade Félix-Bollaert, Lens Widzów: 35 029 Sędzia: Benoît Millot |
| 17:00            | Leca 57' · Sotoca 88' | (0:0) | 22' Mandava · 90+3' Çelik | Stade Félix-Bollaert, Lens Widzów: 35 029 Sędzia: Benoît Millot |

| 18 września 2021 | AS Saint-Étienne | 1:2   | Girondins Bordeaux                                 |                                                                              |
| 21:00            | Khazri 73'       | (0:1) | 7', 80' Hwang                                      | Stade Geoffroy-Guichard, Saint-Étienne Widzów: 23 869 Sędzia: Antony Gautier |
| 21:00            | Hamouma 16'      | (0:1) | 32' Onana · 56' Mangas · 64' Dilrosun · 74' Costil | Stade Geoffroy-Guichard, Saint-Étienne Widzów: 23 869 Sędzia: Antony Gautier |

| 19 września 2021 | OGC Nice                  | 2:2   | AS Monaco                                |                                                            |
| 13:00            | Delort 51' · Boudaoui 73' | (0:1) | 39' Gołowin · 77' (k) Ben Yedder         | Allianz Riviera, Nicea Widzów: 0 Sędzia: François Letexier |
| 13:00            | Atal 58' · Dante 87'      | (0:1) | 81' Badiashile · 89' Diop · 90+1' Sidibé | Allianz Riviera, Nicea Widzów: 0 Sędzia: François Letexier |

| 19 września 2021 | Angers SCO                  | 1:4   | FC Nantes                                  |                                                                 |
| 15:00            | Traoré 10'                  | (1:3) | 3' Girotto · 6', 79' Blas · 23' Kolo Muani | Stade Raymond-Kopa, Angers Widzów: 9 046 Sędzia: Amaury Delerue |
| 15:00            | Fulgini 24' · Mangani 45+3' | (1:3) | 25' Simon · 45+1' Chirivella               | Stade Raymond-Kopa, Angers Widzów: 9 046 Sędzia: Amaury Delerue |

| 19 września 2021 | Clermont Foot             | 1:1   | Brest          |                                                                                 |
| 15:00            | Rashani 65'               | (0:0) | 52' Chardonnet | Stade Gabriel-Montpied, Clermont-Ferrand Widzów: 11 224 Sędzia: Bastien Dechepy |
| 15:00            | Rashani 19' · Gastien 50' | (0:0) | 32' Agoumé     | Stade Gabriel-Montpied, Clermont-Ferrand Widzów: 11 224 Sędzia: Bastien Dechepy |

| 19 września 2021 | Stade de Reims             | 0:0   | Lorient                                |                                                                      |
| 15:00            |                            | (0:0) |                                        | Stade Auguste Delaune, Reims Widzów: 9 443 Sędzia: Hakim Ben El Hadj |
| 15:00            | Munetsi 12' · Matusiwa 69' | (0:0) | 75' Laporte · 88' Abergel · 90' Diarra | Stade Auguste Delaune, Reims Widzów: 9 443 Sędzia: Hakim Ben El Hadj |

| 19 września 2021 | Troyes                                                       | 1:1   | Montpellier HSC                            |                                                             |
| 15:00            | Touzghar 37'                                                 | (1:0) | 87' Savanier                               | Stade de l’Aube, Troyes Widzów: 7 405 Sędzia: Florent Batta |
| 15:00            | Dingomé 44' · Zoukrou 71' · Chavalerin 81' · Rodrigues 90+2' | (1:0) | 23', 79' Thuler · 49' Ferri · 51' Savanier | Stade de l’Aube, Troyes Widzów: 7 405 Sędzia: Florent Batta |

| 19 września 2021 | Olympique Marsylia        | 2:0   | Stade Rennes |                                                                |
| 17:00            | Dieng 48' · Harit 71'     | (0:0) |              | Stade Vélodrome, Marsylia Widzów: 54 188 Sędzia: Willy Delajod |
| 17:00            | 44' Badé · 64' Santamaria | (0:0) |              | Stade Vélodrome, Marsylia Widzów: 54 188 Sędzia: Willy Delajod |

| 19 września 2021 | Paris Saint-Germain                       | 2:1   | Olympique Lyon |                                                               |
| 20:45            | Neymar 66' (k) · Icardi 90+3'             | (0:0) | 54' Paquetá    | Parc des Princes, Paryż Widzów: 47 611 Sędzia: Clément Turpin |
| 20:45            | Di María 6' · Marquinhos 67' · Mendes 89' | (0:0) | 80' Lopes      | Parc des Princes, Paryż Widzów: 47 611 Sędzia: Clément Turpin |

### 7. kolejka (22 września)
| 22 września 2021 | Lille OSC                 | 2:1   | Stade de Reims  |                                                                           |
| 19:00            | David 31' · André 43'     | (2:0) | 74' (k) Flips   | Stade Pierre-Mauroy, Villeneuve-d’Ascq Widzów: 32 604 Sędzia: Johan Hamel |
| 19:00            | Botman 73' · Yazici 90+2' | (2:0) | 90+1' Gravillon | Stade Pierre-Mauroy, Villeneuve-d’Ascq Widzów: 32 604 Sędzia: Johan Hamel |

| 22 września 2021 | AS Monaco                         | 3:1   | AS Saint-Étienne              |                                                                 |
| 19:00            | Volland 27' · Ben Yedder 62', 86' | (1:1) | 41' Bouanga                   | Stadion Ludwika II, Monako Widzów: 3 579 Sędzia: Jérôme Brisard |
| 19:00            | Sidibé 23'                        | (1:1) | 60' Kolodziejczak · 33' Green | Stadion Ludwika II, Monako Widzów: 3 579 Sędzia: Jérôme Brisard |

| 22 września 2021 | Montpellier HSC               | 3:3   | Girondins Bordeaux               |                                                                     |
| 19:00            | Germain 11', 50' · Mollet 71' | (1:2) | 18' Ui-jo · 29' Onana · 85' Kalu | Stade de la Mosson, Montpellier Widzów: 9 585 Sędzia: Mikael Lesage |
| 19:00            | 90' Gregersen · 90+3' Mara    | (1:2) |                                  | Stade de la Mosson, Montpellier Widzów: 9 585 Sędzia: Mikael Lesage |

| 22 września 2021 | FC Nantes                                       | 3:1   | Brest                         |                                                                     |
| 19:00            | Blas 27' · Chirivella 55' · Brassier 58' (sam.) | (1:0) | 67' Le Douaron                | Stade de la Beaujoire, Nantes Widzów: 19 676 Sędzia: Thomas Léonard |
| 19:00            | Castelletto 31'                                 | (1:0) | 52' Chardonnet · 85' Brassier | Stade de la Beaujoire, Nantes Widzów: 19 676 Sędzia: Thomas Léonard |

| 22 września 2021 | Stade Rennes                                                          | 6:0   | Clermont Foot |                                                            |
| 19:00            | Martin 32' · Terrier 36' · Sulemana 55', 57' · Laborde 64' · Tait 77' | (2:0) |               | Roazhon Park, Rennes Widzów: 24 109 Sędzia: Benoît Bastien |
| 19:00            | Sulemana 66'                                                          | (2:0) | 68' N’Simba   | Roazhon Park, Rennes Widzów: 24 109 Sędzia: Benoît Bastien |

| 22 września 2021 | Angers SCO | 0:0   | Olympique Marsylia                       |                                                                |
| 21:00            |            | (0:0) |                                          | Stade Raymond-Kopa, Angers Widzów: 12 458 Sędzia: Ruddy Boquet |
| 21:00            | Ounahi 44' | (0:0) | 52' Ćaleta-Car · 59' Balerdi · 65' Harit | Stade Raymond-Kopa, Angers Widzów: 12 458 Sędzia: Ruddy Boquet |

| 22 września 2021 | RC Lens                                  | 0:1   | RC Strasbourg                           |                                                            |
| 21:00            |                                          | (0:0) | 67' Ajorque                             | Stade Félix-Bollaert, Lens Widzów: 0 Sędzia: Jérémy Stinat |
| 21:00            | Doucouré 11' · Danso 50' · Kalimuedo 77' | (0:0) | 56' Djiku · 63' Diallo · 81'Le Marchand | Stade Félix-Bollaert, Lens Widzów: 0 Sędzia: Jérémy Stinat |

| 22 września 2021 | Lorient        | 1:0   | OGC Nice                                           |                                                                       |
| 21:00            | Monconduit 23' | (1:0) |                                                    | Stade Yves Allainmat, Lorient Widzów: 10 687 Sędzia: Romain Lissorgue |
| 21:00            | Jenz , 69'     | (1:0) | 22' Kluivert · 60' Rosario · 78' Delort · 79' Atal | Stade Yves Allainmat, Lorient Widzów: 10 687 Sędzia: Romain Lissorgue |

| 22 września 2021 | Olympique Lyon                          | 3:1   | Troyes                                    |                                                                     |
| 21:00            | Shaqiri 48' · Emerson 72' · Paquetá 87' | (0:1) | 45' Chavalerin                            | Parc OL, Décines-Charpieu Widzów: 29 714 Sędzia: Stéphanie Frappart |
| 21:00            | Paquetá 90+3'                           | (0:1) | 15' Azamoum · 28' Giraudon · 62' Biancone | Parc OL, Décines-Charpieu Widzów: 29 714 Sędzia: Stéphanie Frappart |

| 22 września 2021 | FC Metz                                                               | 1:2   | Paris Saint-Germain       |                                                                               |
| 21:00            | Kouyaté 39'                                                           | (1:1) | 5', 90+5' Hakimi          | Stade Municipal Saint-Symphorien, Metz Widzów: 26 661 Sędzia: Jérémie Pignard |
| 21:00            | Yade 19' · Maïga 68' · Bronn , 90+1' · Centonze 90+1' · Oukidja 90+7' | (1:1) | 69' Mendes · 90+7' Neymar | Stade Municipal Saint-Symphorien, Metz Widzów: 26 661 Sędzia: Jérémie Pignard |

### 8. kolejka (25 – 26 września)
| 25 września 2021 | AS Saint-Étienne        | 0:3   | OGC Nice                             |                                                                              |
| 17:00            |                         | (0:1) | 15' Gouiri · 54' Stengs · 83' Delort | Stade Geoffroy-Guichard, Saint-Étienne Widzów: 19 980 Sędzia: Amaury Delerue |
| 17:00            | 45' Kamara · 90' Todibo | (0:1) |                                      | Stade Geoffroy-Guichard, Saint-Étienne Widzów: 19 980 Sędzia: Amaury Delerue |

| 25 września 2021 | RC Strasbourg                                                          | 1:2   | Lille OSC                                        |                                                                        |
| 19:00            | Sissoko 75'                                                            | (0:1) | 23', 57' David                                   | Stade de la Meinau, Strasburg Widzów: 23 762 Sędzia: François Letexier |
| 19:00            | Diallo 19' · Le Marchand 38' · 38' Djiku · 83' Ajorque · 79' Thomasson | (0:1) | 70' Grbić · 78' Djaló · 81' Xeka · 90+2' Mandava | Stade de la Meinau, Strasburg Widzów: 23 762 Sędzia: François Letexier |

| 25 września 2021 | Olympique Lyon           | 1:1   | Lorient                          |                                                                  |
| 21:00            | Toko Ekambi 50'          | (0:1) | 20' Laurienté                    | Parc OL, Décines-Charpieu Widzów: 36 424 Sędzia: Bastien Dechepy |
| 21:00            | Emerson 14' · Dubois 67' | (0:1) | 28' Abergel · 61' Fabien Lemoine | Parc OL, Décines-Charpieu Widzów: 36 424 Sędzia: Bastien Dechepy |

| 25 września 2021 | Paris Saint-Germain     | 2:0   | Montpellier HSC |                                                               |
| 21:00            | Gueye 14' · Draxler 88' | (1:0) |                 | Parc des Princes, Paryż Widzów: 47 408 Sędzia: Antony Gautier |
| 21:00            | 90+2' Makouana          | (1:0) |                 | Parc des Princes, Paryż Widzów: 47 408 Sędzia: Antony Gautier |

| 26 września 2021 | Girondins Bordeaux | 1:1   | Stade Rennes                                         |                                                                            |
| 13:00            | Mexer 88'          | (0:0) | 56' Laborde                                          | Stade Matmut-Atlantique, Bordeaux Widzów: 16 675 Sędzia: Hakim Ben El Hadż |
| 13:00            | Fransérgio 90+4'   | (0:0) | 17' Martin · 36' Omari · 80' Meling · 80' Santamaria | Stade Matmut-Atlantique, Bordeaux Widzów: 16 675 Sędzia: Hakim Ben El Hadż |

| 26 września 2021 | Brest                                           | 1:2   | FC Metz                        |                                                                  |
| 15:00            | Faivre 68' (k)                                  | (0:1) | 26' de Préville · 74' Centonze | Stade Francis-Le Blé, Brest Widzów: 10 398 Sędzia: Willy Delajod |
| 15:00            | Pierre-Gabriel 46' · Mbock 71' · Chardonnet 88' | (0:1) | 40' Kouyaté · 82' Chardonnet   | Stade Francis-Le Blé, Brest Widzów: 10 398 Sędzia: Willy Delajod |

| 26 września 2021 | Stade de Reims               | 3:1   | FC Nantes |                                                                     |
| 15:00            | Foket 51' · Ekitike 72', 78' | (0:0) | 62' Simon | Stade Auguste Delaune, Reims Widzów: 10 585 Sędzia: Eric Wattellier |
| 15:00            | Foket 15'                    | (0:0) | 25' Simon | Stade Auguste Delaune, Reims Widzów: 10 585 Sędzia: Eric Wattellier |

| 26 września 2021 | Troyes                                         | 1:1   | Angers SCO          |                                                              |
| 15:00            | Baldé 22'                                      | (1:0) | 65' Mangani         | Stade de l’Aube, Troyes Widzów: 6 868 Sędzia: Thomas Léonard |
| 15:00            | Chavalerin 8' · Rodrigues 20' · Giraudon 90+3' | (1:0) | 1' Cho · 80' Boufal | Stade de l’Aube, Troyes Widzów: 6 868 Sędzia: Thomas Léonard |

| 26 września 2021 | Clermont Foot           | 1:3   | AS Monaco                                              |                                                                               |
| 17:00            | Bayo 7'                 | (1:1) | 25' Ben Yedder · 48' Volland · 90+1' Diop              | Stade Gabriel-Montpied, Clermont-Ferrand Widzów: 11 529 Sędzia: Benoît Millot |
| 17:00            | Samed 35' · Gastien 54' | (1:1) | 29' Pavlović · 45' Tchouaméni · 70' Volland · 84' Diop | Stade Gabriel-Montpied, Clermont-Ferrand Widzów: 11 529 Sędzia: Benoît Millot |

| 26 września 2021 | Olympique Marsylia      | 2:3   | RC Lens                               |                                                                |
| 20:45            | Payet 33', 45+3'        | (2:2) | 9' Sotoca · 27' Frankowski · 71' Saïd | Stade Vélodrome, Marsylia Widzów: 50 001 Sędzia: Mikael Lesage |
| 20:45            | Gueye 6' · Guendouzi 7' | (2:2) | 90+3' Saïd                            | Stade Vélodrome, Marsylia Widzów: 50 001 Sędzia: Mikael Lesage |

### 9. kolejka (1 – 3 października)
| 1 października 2021 | RC Lens                             | 2:0   | Stade de Reims               |                                                             |
| 21:00               | Kalimuendo 45+1', 52'               | (1:0) |                              | Stade Félix-Bollaert, Lens Widzów: 0 Sędzia: Benoît Bastien |
| 21:00               | Medina 26' · Danso 33' · Kakuta 57' | (1:0) | 58' Abdelhamid · 45' Ekitike | Stade Félix-Bollaert, Lens Widzów: 0 Sędzia: Benoît Bastien |

| 2 października 2021 | Montpellier HSC          | 1:1   | RC Strasbourg |                                                                         |
| 17:00               | Mollet 12'               | (1:1) | 28' Gameiro   | Stade de la Mosson, Montpellier Widzów: 9 851 Sędzia: Hakim Ben El Hadj |
| 17:00               | Mollet 54' · Sakho 90+1' | (1:1) |               | Stade de la Mosson, Montpellier Widzów: 9 851 Sędzia: Hakim Ben El Hadj |

| 2 października 2021 | OGC Nice              | 2:1   | Brest         |                                                             |
| 21:00               | Todibo 45' · Bard 61' | (1:0) | 90+2' Honorat | Allianz Riviera, Nicea Widzów: 13 503 Sędzia: António Nobre |
| 21:00               | Rosario 72'           | (1:0) | 90+5' Mbock   | Allianz Riviera, Nicea Widzów: 13 503 Sędzia: António Nobre |

| 3 października 2021 | Stade Rennes             | 2:0   | Paris Saint-Germain                        |                                                          |
| 13:00               | Laborde 45' · Tait 46'   | (1:0) |                                            | Roazhon Park, Rennes Widzów: 28 092 Sędzia: Ruddy Buquet |
| 13:00               | Laborde 24' · Martin 55' | (1:0) | 55' Kimpembe · 56' Donnarumma · 86' Mbappé | Roazhon Park, Rennes Widzów: 28 092 Sędzia: Ruddy Buquet |

| 3 października 2021 | Angers SCO                            | 3:2   | FC Metz                                   |                                                                     |
| 15:00               | Cho 53' · Mangani 65' · Bahoken 90+3' | (0:1) | 10' Bronn · 58' Boulaya                   | Stade Raymond-Kopa, Angers Widzów: 3 989 Sędzia: Stéphanie Frappart |
| 15:00               | Cho 52'                               | (0:1) | 30' Maïga · 39' de Préville · 90+2' Bronn | Stade Raymond-Kopa, Angers Widzów: 3 989 Sędzia: Stéphanie Frappart |

| 3 października 2021 | Lorient                | 1:1   | Clermont Foot |                                                                        |
| 15:00               | Laporte 54'            | (0:1) | 15' Bayo      | Stade Yves Allainmat, Lorient Widzów: 12 611 Sędzia: Pierre Gaillouste |
| 15:00               | Jenz 55' · Laporte 79' | (0:1) | 24' Gastien   | Stade Yves Allainmat, Lorient Widzów: 12 611 Sędzia: Pierre Gaillouste |

| 3 października 2021 | AS Monaco                                     | 3:0   | Girondins Bordeaux |                                                                 |
| 15:00               | Tchouaméni 35' · Gołowin 48' · Ben Yedder 64' | (1:0) |                    | Stadion Ludwika II, Monako Widzów: 3 667 Sędzia: Clément Turpin |
| 15:00               | Disasi 13' · Badiashile 86'                   | (1:0) | 86' Gregersen      | Stadion Ludwika II, Monako Widzów: 3 667 Sędzia: Clément Turpin |

| 3 października 2021 | FC Nantes                            | 2:0   | Troyes                     |                                                                     |
| 15:00               | Girotto 58' · Blas 69'               | (0:0) |                            | Stade de la Beaujoire, Nantes Widzów: 15 150 Sędzia: Jérôme Brisard |
| 15:00               | Castelletto 45+2' · Chirivella 90+2' | (0:0) | 66' Rodrigues · 83' Chadli | Stade de la Beaujoire, Nantes Widzów: 15 150 Sędzia: Jérôme Brisard |

| 3 października 2021 | Lille OSC                | 2:0   | Olympique Marsylia       |                                                                               |
| 17:00               | David 28', 90+5'         | (1:0) |                          | Stade Pierre-Mauroy, Villeneuve-d’Ascq Widzów: 44 839 Sędzia: Jérémie Pignard |
| 17:00               | Mandava 11' · Yılmaz 66' | (1:0) | , 77' Ünder · 1' Balerdi | Stade Pierre-Mauroy, Villeneuve-d’Ascq Widzów: 44 839 Sędzia: Jérémie Pignard |

| 3 października 2021 | AS Saint-Étienne          | 1:1   | Olympique Lyon                                               |                                                                                 |
| 20:45               | Khazri 90+5'              | (0:1) | 41' Aouar                                                    | Stade Geoffroy-Guichard, Saint-Étienne Widzów: 33 643 Sędzia: François Letexier |
| 20:45               | Nordin 32' · Camara 45+4' | (0:1) | 45+4' Dubois · 90+1' Toko Ekambi · 90+4' Denayer · 74' Lopes | Stade Geoffroy-Guichard, Saint-Étienne Widzów: 33 643 Sędzia: François Letexier |

### 10. kolejka (15 – 17 października)
| 15 października 2021 | Paris Saint-Germain      | 2:1   | Angers SCO               |                                                                |
| 21:00                | Pereira 69' · Mbappé 87' | (0:1) | 36' Fulgini              | Parc des Princes, Paryż Widzów: 47 646 Sędzia: Bastien Dechepy |
| 21:00                | Verratti 90+3'           | (0:1) | 85' Capelle · 87' Thomas | Parc des Princes, Paryż Widzów: 47 646 Sędzia: Bastien Dechepy |

| 16 października 2021 | Clermont Foot | 1:0   | Lille OSC                            |                                                                                 |
| 17:00                | N’Simba 32'   | (0:0) |                                      | Stade Gabriel-Montpied, Clermont-Ferrand Widzów: 11 537 Sędzia: Eric Wattellier |
| 17:00                | Tell 85'      | (0:0) | 32' Sanches · 57' Xeka · 90+3' André | Stade Gabriel-Montpied, Clermont-Ferrand Widzów: 11 537 Sędzia: Eric Wattellier |

| 16 października 2021 | Olympique Lyon                | 2:0   | AS Monaco                 |                                                     |
| 21:00                | Toko Ekambi 75' · Denayer 90' | (0:0) |                           | Parc OL, Lyon Widzów: 50 585 Sędzia: Amaury Delerue |
| 21:00                | Caqueret 77'                  | (0:0) | 73' Disasi · 76' Oliveira | Parc OL, Lyon Widzów: 50 585 Sędzia: Amaury Delerue |

| 17 października 2021 | Troyes                    | 1:0   | OGC Nice           |                                                           |
| 13:00                | Baldé 4'                  | (1:0) |                    | Stade de l’Aube, Troyes Widzów: 7 925 Sędzia: Johan Hamel |
| 13:00                | Kouamé 36' · Biancone 73' | (1:0) | 80' Claude-Maurice | Stade de l’Aube, Troyes Widzów: 7 925 Sędzia: Johan Hamel |

| 17 października 2021 | RC Strasbourg                                                                 | 5:1   | AS Saint-Étienne                                |                                                                    |
| 15:00                | Le Marchand 26' · Youssouf 38' (sam) · Gameiro 69' · Ajorque 73' · Diallo 85' | (2:1) | 45+5' Khazri                                    | Stade de la Meinau, Strasburg Widzów: 25 371 Sędzia: Mikael Lesage |
| 15:00                | Guilbert 19' · Le Marchand 45+3' · Caci 83'                                   | (2:1) | 11' Moukoudi · 88' Gourna-Douath · 44' Youssouf | Stade de la Meinau, Strasburg Widzów: 25 371 Sędzia: Mikael Lesage |

| 17 października 2021 | FC Metz                            | 0:3   | Stade Rennes                             |                                                                             |
| 15:00                |                                    | (0:3) | 24' Laborde · 37' Sulemana · 45' Terrier | Stade Municipal Saint-Symphorien, Metz Widzów: 15 679 Sędzia: Benoît Millot |
| 15:00                | Pajot 20' · Yade 64' · Mbengue 72' | (0:3) | 3' Omari                                 | Stade Municipal Saint-Symphorien, Metz Widzów: 15 679 Sędzia: Benoît Millot |

| 17 października 2021 | Brest                                     | 1:1   | Stade de Reims                                         |                                                                 |
| 15:00                | Honorat 74'                               | (0:1) | 12' Faes                                               | Stade Francis-Le Blé, Brest Widzów: 9 693 Sędzia: Jérémy Stinat |
| 15:00                | Mbock 11' · Faivre 32' · Larsonneur 90+2' | (0:1) | 26' Touré · 61' Gravillon · 66' Koffi · 90' van Bergen | Stade Francis-Le Blé, Brest Widzów: 9 693 Sędzia: Jérémy Stinat |

| 17 października 2021 | Girondins Bordeaux         | 1:1   | FC Nantes                                   |                                                                        |
| 15:00                | Hwang 62'                  | (0:0) | 75' Chirivella                              | Stade Matmut-Atlantique, Bordeaux Widzów: 39 510 Sędzia: Willy Delajod |
| 15:00                | Otávio 57' · Koscielny 85' | (0:0) | 42' Fábio · 45+1' Pallois · 68' Moutoussamy | Stade Matmut-Atlantique, Bordeaux Widzów: 39 510 Sędzia: Willy Delajod |

| 17 października 2021 | Montpellier HSC                        | 1:0   | RC Lens                                    |                                                                      |
| 17:00                | Mavididi 48'                           | (0:0) |                                            | Stade de la Mosson, Montpellier Widzów: 12 474 Sędzia: Florent Batta |
| 17:00                | Chotard 58' · Estève 67' · Ferri , 86' | (0:0) | 30' Wooh · 62' Costa · 77' Jean · 81' Saïd | Stade de la Mosson, Montpellier Widzów: 12 474 Sędzia: Florent Batta |

| 17 października 2021 | Olympique Marsylia                                    | 4:1   | Lorient       |                                                                 |
| 20:45                | Kamara 27' · Guendouzi 56' · Milik 85' · Mendes 90+2' | (1:1) | 13' Laurienté | Stade Vélodrome, Marsylia Widzów: 57 349 Sędzia: Antony Gautier |
| 20:45                | 81' Laurienté                                         | (1:1) |               | Stade Vélodrome, Marsylia Widzów: 57 349 Sędzia: Antony Gautier |

### 11. kolejka (22 – 24 października)
| 22 października 2021 | AS Saint-Étienne                         | 2:2   | Angers SCO               |                                                                              |
| 21:00                | Khazri 61' · Nadé 90+4'                  | (0:1) | 28' Traoré · 56' Fulgini | Stade Geoffroy-Guichard, Saint-Étienne Widzów: 19 836 Sędzia: Antony Gautier |
| 21:00                | 45+1' Boufal · 60' Mendy · 90+2' Mangani | (0:1) |                          | Stade Geoffroy-Guichard, Saint-Étienne Widzów: 19 836 Sędzia: Antony Gautier |

| 23 października 2021 | FC Nantes               | 2:1   | Clermont Foot |                                                                       |
| 17:00                | Girotto 38' · Blas 61'  | (1:0) | 49' Bayo      | Stade de la Beaujoire, Nantes Widzów: 19 968 Sędzia: Romain Lissorgue |
| 17:00                | Fábio 36' · Corchia 39' | (1:0) | 30' Gastien   | Stade de la Beaujoire, Nantes Widzów: 19 968 Sędzia: Romain Lissorgue |

| 23 października 2021 | Lille OSC   | 1:1   | Brest                     |                                                                              |
| 21:00                | David 19'   | (1:1) | 32' Faivre                | Stade Pierre-Mauroy, Villeneuve-d’Ascq Widzów: 36 613 Sędzia: Clément Turpin |
| 21:00                | Mandava 31' | (1:1) | 70' Hérelle · 90+2' Bizot | Stade Pierre-Mauroy, Villeneuve-d’Ascq Widzów: 36 613 Sędzia: Clément Turpin |

| 24 października 2021 | OGC Nice                               | 3:2   | Olympique Lyon              |                                                              |
| 13:00                | Atal 81' · Delort 89' · Guessand 90+2' | (0:1) | 35' Toko Ekambi · 68' Aouar | Allianz Riviera, Nicea Widzów: 24 519 Sędzia: Jérôme Brisard |
| 13:00                | Guessand 90+3'                         | (0:1) | 85' Kadewere                | Allianz Riviera, Nicea Widzów: 24 519 Sędzia: Jérôme Brisard |

| 24 października 2021 | RC Lens                                     | 4:1   | FC Metz                             |                                                                   |
| 15:00                | Saïd 14', 37' · Ganago 83' · Frankowski 90' | (2:1) | 33' de Préville                     | Stade Félix-Bollaert, Lens Widzów: 35 673 Sędzia: Jérémie Pignard |
| 15:00                | Leca 65' · Ganago 87'                       | (2:1) | 20' Pajot · 39' Maïga · 53' N’Doram | Stade Félix-Bollaert, Lens Widzów: 35 673 Sędzia: Jérémie Pignard |

| 24 października 2021 | Lorient                                                    | 1:1   | Girondins Bordeaux                   |                                                                     |
| 15:00                | Laporte 76'                                                | (0:0) | 46' Elis                             | Stade Yves Allainmat, Lorient Widzów: 11 678 Sędzia: Thomas Léonard |
| 15:00                | Abergel 45+1' · Boisgard 67' · Laporte 79' · Soumano 90+4' | (0:0) | 18' Dilrosun · 72' Oudin · 86' Onana | Stade Yves Allainmat, Lorient Widzów: 11 678 Sędzia: Thomas Léonard |

| 24 października 2021 | Stade de Reims                               | 1:2   | Troyes                     |                                                                       |
| 15:00                | Abdelhamid 6'                                | (1:1) | 41' Baldé · 65' Chavalerin | Stade Auguste Delaune, Reims Widzów: 12 326 Sędzia: Pierre Gaillouste |
| 15:00                | Flips 32' · Gravillon , 90+3' · Matusiwa 86' | (1:1) | 9' Kaboré · 76' Gallon     | Stade Auguste Delaune, Reims Widzów: 12 326 Sędzia: Pierre Gaillouste |

| 24 października 2021 | Stade Rennes | 1:0   | RC Strasbourg              |                                                                |
| 15:00                | Aguerd 82'   | (0:0) |                            | Roazhon Park, Rennes Widzów: 27 185 Sędzia: Stéphanie Frappart |
| 15:00                | Martin 6'    | (0:0) | 32' Le Marchand · 58' Caci | Roazhon Park, Rennes Widzów: 27 185 Sędzia: Stéphanie Frappart |

| 24 października 2021 | AS Monaco                                  | 3:1   | Montpellier HSC                                      |                                                                    |
| 17:00                | Volland 12' · Ben Yedder 17' · Martins 61' | (2:0) | 81' Savanier                                         | Stadion Ludwika II, Monako Widzów: 4 861 Sędzia: François Letexier |
| 17:00                | Maripán 24'                                | (2:0) | 43' Cozza · 52' Ristić · 66' Makouana · 86' Savanier | Stadion Ludwika II, Monako Widzów: 4 861 Sędzia: François Letexier |

| 24 października 2021 | Olympique Marsylia | 0:0   | Paris Saint-Germain                       |                                                                 |
| 20:45                |                    | (0:0) |                                           | Stade Vélodrome, Marsylia Widzów: 65 121 Sędzia: Benoît Bastien |
| 20:45                | Rongier 18'        | (0:0) | 85' Pereira · 85' Marquinhos · 57' Hakimi | Stade Vélodrome, Marsylia Widzów: 65 121 Sędzia: Benoît Bastien |

### 12. kolejka (29 – 31 października)
| 29 października 2021 | Paris Saint-Germain           | 2:1   | Lille OSC                                                     |                                                               |
| 21:00                | Marquinhos 74' · Di María 88' | (0:1) | 31' David                                                     | Parc des Princes, Paryż Widzów: 47 874 Sędzia: Amaury Delerue |
| 21:00                | Neymar 85'                    | (0:1) | 5' Mandava · 36' Yılmaz · 57' Sanches · 63' Çelik · 85' Grbić | Parc des Princes, Paryż Widzów: 47 874 Sędzia: Amaury Delerue |

| 30 października 2021 | FC Metz                          | 1:1   | AS Saint-Étienne |                                                                                  |
| 17:00                | Boulaya 9'                       | (1:1) | 16' Khazri       | Stade Municipal Saint-Symphorien, Metz Widzów: 15 914 Sędzia: Stéphanie Frappart |
| 17:00                | 18' Maçon · 28' Sow · 87' Camara | (1:1) |                  | Stade Municipal Saint-Symphorien, Metz Widzów: 15 914 Sędzia: Stéphanie Frappart |

| 30 października 2021 | Olympique Lyon              | 2:1   | RC Lens                 |                                                    |
| 21:00                | Toko Ekambi 25' · Aouar 42' | (2:0) | 61' Kalimuendo          | Parc OL, Lyon Widzów: 50 373 Sędzia: Mikael Lesage |
| 21:00                | Paquetá 10'                 | (2:0) | 38' Sotoca · 54' Clauss | Parc OL, Lyon Widzów: 50 373 Sędzia: Mikael Lesage |

| 31 października 2021 | Angers SCO  | 1:2   | OGC Nice                 |                                                                |
| 13:00                | Boufal 29'  | (1:0) | 57', 90+1' Delort        | Stade Raymond-Kopa, Angers Widzów: 6 788 Sędzia: Willy Delajod |
| 13:00                | Fulgini 31' | (1:0) | 45+1' Kamara · 63' Dante | Stade Raymond-Kopa, Angers Widzów: 6 788 Sędzia: Willy Delajod |

| 31 października 2021 | Girondins Bordeaux           | 3:2   | Stade de Reims          |                                                                          |
| 15:00                | Adli 73' · Briand 78', 90+5' | (0:1) | 37' Ekitike · 63' Locko | Stade Matmut-Atlantique, Bordeaux Widzów: 11 020 Sędzia: Eric Wattellier |
| 15:00                | Barbosa 54' · Adli 81'       | (0:1) | 77' Faes · 84' Kebbal   | Stade Matmut-Atlantique, Bordeaux Widzów: 11 020 Sędzia: Eric Wattellier |

| 31 października 2021 | Montpellier HSC                        | 2:0   | FC Nantes                                                               |                                                                        |
| 15:00                | Mollet 64' · Wahi 71'                  | (0:0) |                                                                         | Stade de la Mosson, Montpellier Widzów: 11 267 Sędzia: Bastien Dechepy |
| 15:00                | Savanier 37' · Sakho 42' · Ferri 90+3' | (0:0) | 35' Appiah · 44' Traoré · 73' Pallois · 90' Girotto · 90+3' Castelletto | Stade de la Mosson, Montpellier Widzów: 11 267 Sędzia: Bastien Dechepy |

| 31 października 2021 | RC Strasbourg                                   | 4:0   | Lorient |                                                                    |
| 15:00                | Ajorque 28' · Diallo 39', 45+2' · Thomasson 64' | (3:0) |         | Stade de la Meinau, Strasburg Widzów: 24 002 Sędzia: Florent Batta |
| 15:00                | Sissoko 36'                                     | (3:0) |         | Stade de la Meinau, Strasburg Widzów: 24 002 Sędzia: Florent Batta |

| 31 października 2021 | Troyes                 | 2:2   | Stade Rennes            |                                                             |
| 15:00                | Rami 38' · Dingomé 40' | (2:1) | 9' Aguerd · 81' Terrier | Stade de l’Aube, Troyes Widzów: 8 550 Sędzia: Jérémy Stinat |
| 15:00                | 30' Sulemana           | (2:1) |                         | Stade de l’Aube, Troyes Widzów: 8 550 Sędzia: Jérémy Stinat |

| 31 października 2021 | Brest                    | 2:0   | AS Monaco                                              |                                                                |
| 17:00                | Mounié 18' · Honorat 79' | (1:0) |                                                        | Stade Francis-Le Blé, Brest Widzów: 12 463 Sędzia: Johan Hamel |
| 17:00                | Magnetti 53'             | (1:0) | 17' Henrique · 42' Diop · 81' Ben Yedder · 83' Volland | Stade Francis-Le Blé, Brest Widzów: 12 463 Sędzia: Johan Hamel |

| 31 października 2021 | Clermont Foot | 0:1   | Olympique Marsylia                                          |                                                                               |
| 20:45                |               | (0:1) | 25' Ünder                                                   | Stade Gabriel-Montpied, Clermont-Ferrand Widzów: 12 240 Sędzia: Benoît Millot |
| 20:45                | Khaoui 53'    | (0:1) | 24' Guendouzi · 40' Saliba · 40' Balerdi · 56' de la Fuente | Stade Gabriel-Montpied, Clermont-Ferrand Widzów: 12 240 Sędzia: Benoît Millot |

### 13. kolejka (5 – 7 listopada)
| 5 listopada 2021 | RC Lens                                                 | 4:0   | Troyes        |                                                                  |
| 21:00            | Kalimuendo 14' · Saïd 29' · Clauss 35' · Frankowski 60' | (3:0) |               | Stade Félix-Bollaert, Lens Widzów: 35 706 Sędzia: Thomas Léonard |
| 21:00            | Ganago 69'                                              | (3:0) | 74' Rodrigues | Stade Félix-Bollaert, Lens Widzów: 35 706 Sędzia: Thomas Léonard |

| 6 listopada 2021 | Lille OSC                           | 1:1   | Angers SCO                   |                                                                                 |
| 17:00            | Djaló 27'                           | (1:0) | 83' Ounahi                   | Stade Pierre-Mauroy, Villeneuve-d’Ascq Widzów: 33 305 Sędzia: François Letexier |
| 17:00            | Bamba 15' · André 69' · Onana 90+8' | (1:0) | 26' Doumbia · 90+1' Petković | Stade Pierre-Mauroy, Villeneuve-d’Ascq Widzów: 33 305 Sędzia: François Letexier |

| 6 listopada 2021 | Girondins Bordeaux      | 2:3   | Paris Saint-Germain          |                                                                       |
| 21:00            | Elis 78' · Niang 90+2'  | (0:2) | 26', 43' Neymar · 63' Mbappé | Stade Matmut-Atlantique, Bordeaux Widzów: 41 172 Sędzia: Ruddy Buquet |
| 21:00            | Pembélé 28' · Niang 88' | (0:2) | 74' Mbappé                   | Stade Matmut-Atlantique, Bordeaux Widzów: 41 172 Sędzia: Ruddy Buquet |

| 7 listopada 2021 | Olympique Marsylia | 0:0   | FC Metz                                                  |                                                                 |
| 13:00            |                    | (0:0) |                                                          | Stade Vélodrome, Marsylia Widzów: 61 539 Sędzia: Jérôme Brisard |
| 13:00            | Ćaleta-Car 70'     | (0:0) | 13' N’Doram · 36' Kouyaté · 90+8' Oukidja · 56' Jemerson | Stade Vélodrome, Marsylia Widzów: 61 539 Sędzia: Jérôme Brisard |

| 7 listopada 2021 | Lorient                  | 1:2   | Brest                   |                                                                       |
| 15:00            | Grbić 5'                 | (1:0) | 58' Faivre · 80' Mounié | Stade Yves Allainmat, Lorient Widzów: 14 649 Sędzia: Romain Lissorgue |
| 15:00            | Silva 76' · Hergault 28' | (1:0) | 44' Honorat             | Stade Yves Allainmat, Lorient Widzów: 14 649 Sędzia: Romain Lissorgue |

| 7 listopada 2021 | FC Nantes                      | 2:2   | RC Strasbourg              |                                                                     |
| 15:00            | Coulibaly 20' · Kolo Muani 48' | (1:1) | 44' Diallo · 68' Thomasson | Stade de la Beaujoire, Nantes Widzów: 18 853 Sędzia: Clément Turpin |
| 15:00            | Pallois 5' · Traoré 85'        | (1:1) | 16' Caci · 51' Ajorque     | Stade de la Beaujoire, Nantes Widzów: 18 853 Sędzia: Clément Turpin |

| 7 listopada 2021 | Stade de Reims               | 0:0   | AS Monaco |                                                                     |
| 15:00            |                              | (0:0) |           | Stade Auguste Delaune, Reims Widzów: 12 080 Sędzia: Jérémie Pignard |
| 15:00            | 25' Gołowin · 57' Badiashile | (0:0) |           | Stade Auguste Delaune, Reims Widzów: 12 080 Sędzia: Jérémie Pignard |

| 7 listopada 2021 | AS Saint-Étienne                      | 3:2   | Clermont Foot             |                                                                            |
| 15:00            | Nordin 78' · Krasso 90+2' · Sow 90+4' | (0:0) | 59' Bayo · 64' Berthomier | Stade Geoffroy-Guichard, Saint-Étienne Widzów: 0 Sędzia: Pierre Gaillouste |
| 15:00            | Trauco 72'                            | (0:0) | 68' Billong               | Stade Geoffroy-Guichard, Saint-Étienne Widzów: 0 Sędzia: Pierre Gaillouste |

| 7 listopada 2021 | OGC Nice              | 0:1   | Montpellier HSC |                                                              |
| 17:00            |                       | (0:0) | 80' Mollet      | Allianz Riviera, Nicea Widzów: 20 157 Sędzia: Antony Gautier |
| 17:00            | Thuram 63' · Bard 77' | (0:0) |                 | Allianz Riviera, Nicea Widzów: 20 157 Sędzia: Antony Gautier |

| 7 listopada 2021 | Stade Rennes                                 | 4:1   | Olympique Lyon              |                                                            |
| 20:45            | Laborde 45' · Traoré 51' · Truffert 76', 83' | (1:0) | 90+3' Paquetá               | Roazhon Park, Rennes Widzów: 28 222 Sędzia: Benoît Bastien |
| 20:45            | Santamaria 25' · Omari 34'                   | (1:0) | 40' Guimarães · 51' Slimani | Roazhon Park, Rennes Widzów: 28 222 Sędzia: Benoît Bastien |

### 14. kolejka (19 – 21 listopada)
| 19 listopada 2021 | AS Monaco                 | 2:2   | Lille OSC                                                 |                                                                |
| 21:00             | Diatta 41' · Yedder 83'   | (1:2) | 5' (k), 9' David                                          | Stadion Ludwika II, Monako Widzów: 3 778 Sędzia: Willy Delajod |
| 21:00             | Pavlović 78' · Fofana 84' | (1:2) | 7' Çelik · 37' David · 68' Yazıcı · 73' Weah · 85' Niasse | Stadion Ludwika II, Monako Widzów: 3 778 Sędzia: Willy Delajod |

| 20 listopada 2021 | Paris Saint-Germain                       | 3:1   | FC Nantes                 |                                                              |
| 17:00             | Mbappé 2' · Appiah sam.' (81) · Messi 87' | (1:0) | 76' Muani                 | Parc des Princes, Paryż Widzów: 47 777 Sędzia: Jérémy Stinat |
| 17:00             | Navas 65' · Verratti 71'                  | (1:0) | 39' Chirivella · 83' Blas | Parc des Princes, Paryż Widzów: 47 777 Sędzia: Jérémy Stinat |

| 20 listopada 2021 | Stade Rennes           | 2:0   | Montpellier HSC      |                                                           |
| 21:00             | Terrier 8' · Majer 28' | (2:0) |                      | Roazhon Park, Rennes Widzów: 27 003 Sędzia: Mikael Lesage |
| 21:00             | Tait 86'               | (2:0) | Savanier · 6' Mollet | Roazhon Park, Rennes Widzów: 27 003 Sędzia: Mikael Lesage |

| 21 listopada 2021 | Brest                                                    | 4:0   | RC Lens                                    |                                                                    |
| 13:00             | Mounié 3' · Chardonnet 13' · Faivre 33' · Le Douaron 69' | (3:0) |                                            | Stade Francis-Le Blé, Brest Widzów: 12 462 Sędzia: Eric Wattellier |
| 13:00             | Duverne 58'                                              | (3:0) | 36' Medina · 74' Kalimuendo · 76' Doucouré | Stade Francis-Le Blé, Brest Widzów: 12 462 Sędzia: Eric Wattellier |

| 21 listopada 2021 | Angers SCO                                        | 1:0   | Lorient |                                                                    |
| 15:00             | Mangani 68' (k)                                   | (0:0) |         | Stade Raymond-Kopa, Angers Widzów: 6 971 Sędzia: Pierre Gaillouste |
| 15:00             | Thomas 26' · Ounahi 39' · Cabot 72' · Doumbia 81' | (0:0) |         | Stade Raymond-Kopa, Angers Widzów: 6 971 Sędzia: Pierre Gaillouste |

| 21 listopada 2021 | FC Metz                            | 3:3   | Girondins Bordeaux        |                                                                             |
| 15:00             | de Préville 45' · Nguette 51' (70) | (1:2) | 17' Elis · 39' (65) Oudin | Stade Municipal Saint-Symphorien, Metz Widzów: 16 077 Sędzia: Benoît Millot |
| 15:00             | Sarr 28' · Bronn 55' · Boulaya 68' | (1:2) | 30' Elis · 68' Adli       | Stade Municipal Saint-Symphorien, Metz Widzów: 16 077 Sędzia: Benoît Millot |

| 21 listopada 2021 | RC Strasbourg    | 1:1   | Stade de Reims                                              |                                                                     |
| 15:00             | Bellegarde 90+7' | (0:1) | 22' Ekitike                                                 | Stade de la Meinau, Strasburg Widzów: 24 439 Sędzia: Amaury Delerue |
| 15:00             | Thomasson 58'    | (0:1) | 38' Gravillon · 43' Matusiwa · 67' Flips · 90+6' Abdelhamid | Stade de la Meinau, Strasburg Widzów: 24 439 Sędzia: Amaury Delerue |

| 21 listopada 2021 | Troyes      | 0:1   | AS Saint-Étienne                                      |                                                              |
| 15:00             |             | (0:0) | 60' Trauco                                            | Stade de l’Aube, Troyes Widzów: 10 644 Sędzia: Florent Batta |
| 15:00             | Salmier 21' | (0:0) | 36' Aouchiche · 48' Youssouf · 75' Nadé · 90+2' Green | Stade de l’Aube, Troyes Widzów: 10 644 Sędzia: Florent Batta |

| 21 listopada 2021 | Clermont Foot | 1:2   | OGC Nice                                           |                                                                                    |
| 17:00             | Ogier 17'     | (1:0) | 76' (82) Gouiri                                    | Stade Gabriel-Montpied, Clermont-Ferrand Widzów: 11 683 Sędzia: Stéphanie Frappart |
| 17:00             | Samed 53'     | (1:0) | 32' Gouiri · 53' Rosario · 65' Lemina · 79' Delort | Stade Gabriel-Montpied, Clermont-Ferrand Widzów: 11 683 Sędzia: Stéphanie Frappart |

| 1 lutego 2022 | Olympique Lyon            | 2:1   | Olympique Marsylia |                                                          |
| 21:00         | Shaqiri 76' · Dembélé 89' | (0:1) | 10' Guendouzi      | Parc OL, Lyon Widzów: bez kibiców Sędzia: Benoît Bastien |

### 15. kolejka (26 – 28 listopada)
| 26 listopada 2021 | RC Lens                   | 2:2   | Angers SCO              |                                                                 |
| 21:00             | Kakuta 48' · Sotoca 55'   | (0:1) | 40' Boufal · 70' Thomas | Stade Félix-Bollaert, Lens Widzów: 35 713 Sędzia: Florent Batta |
| 21:00             | Doucouré 57' · Clauss 80' | (0:1) |                         | Stade Félix-Bollaert, Lens Widzów: 35 713 Sędzia: Florent Batta |

| 27 listopada 2021 | Lille OSC | 1:1   | FC Nantes                          |                                                                           |
| 17:00             | Yılmaz 9' | (1:1) | 24' Blas                           | Stade Pierre-Mauroy, Villeneuve-d’Ascq Widzów: 30 419 Sędzia: Johan Hamel |
| 17:00             | Onana 62' | (1:1) | 21' Girotto · 48' Blas · 78' Fábio | Stade Pierre-Mauroy, Villeneuve-d’Ascq Widzów: 30 419 Sędzia: Johan Hamel |

| 27 listopada 2021 | OGC Nice                | 0:1   | FC Metz                   |                                                                 |
| 21:00             |                         | (0:1) | 31' Centonze              | Allianz Riviera, Nicea Widzów: 17 033 Sędzia: François Letexier |
| 21:00             | Delort 21' · Stengs 39' | (0:1) | 4' N’Doram · 16' Jemerson | Allianz Riviera, Nicea Widzów: 17 033 Sędzia: François Letexier |

| 28 listopada 2021 | AS Saint-Étienne                                             | 1:3   | Paris Saint-Germain                    |                                                                              |
| 13:00             | Bouanga 23'                                                  | (1:1) | 45+2' (90+1) Marquinhos · 79' Di María | Stade Geoffroy-Guichard, Saint-Étienne Widzów: 24 586 Sędzia: Jérôme Brisard |
| 13:00             | Sissoko 18' · Boudebouz 32' · Camara 35' · Kolodziejczak 45' | (1:1) | 33' Bernat                             | Stade Geoffroy-Guichard, Saint-Étienne Widzów: 24 586 Sędzia: Jérôme Brisard |

| 28 listopada 2021 | Girondins Bordeaux                  | 1:2   | Brest               |                                                                            |
| 15:00             | Gregersen 43'                       | (1:0) | 59' (66) Le Douaron | Stade Matmut-Atlantique, Bordeaux Widzów: 15 280 Sędzia: Pierre Gaillouste |
| 15:00             | Pembélé 75' · Mexer 80' · Niang 86' | (1:0) | 50' Chardonnet      | Stade Matmut-Atlantique, Bordeaux Widzów: 15 280 Sędzia: Pierre Gaillouste |

| 28 listopada 2021 | Lorient              | 0:2   | Stade Rennes           |                                                                      |
| 15:00             |                      | (0:0) | 75' Laborde · 78' Doku | Stade Yves Allainmat, Lorient Widzów: 16 321 Sędzia: Bastien Dechepy |
| 15:00             | 32' Majer · 83' Doku | (0:0) |                        | Stade Yves Allainmat, Lorient Widzów: 16 321 Sędzia: Bastien Dechepy |

| 28 listopada 2021 | AS Monaco                | 1:1   | RC Strasbourg   |                                                                 |
| 15:00             | Ben Yedder 45+1' (k)     | (1:0) | 48' (k) Ajorque | Stadion Ludwika II, Monako Widzów: 3 478 Sędzia: Antony Gautier |
| 15:00             | Fofana 47' · Volland 68' | (1:0) | 16' Sissoko     | Stadion Ludwika II, Monako Widzów: 3 478 Sędzia: Antony Gautier |

| 28 listopada 2021 | Stade de Reims           | 1:0   | Clermont Foot               |                                                                   |
| 15:00             | Konan 90+1'              | (0:0) |                             | Stade Auguste Delaune, Reims Widzów: 8 420 Sędzia: Benoît Bastien |
| 15:00             | Touré 16' · Matusiwa 26' | (0:0) | 72' Zedadka · 85' Allevinah | Stade Auguste Delaune, Reims Widzów: 8 420 Sędzia: Benoît Bastien |

| 28 listopada 2021 | Montpellier HSC | 0:1   | Olympique Lyon                                         |                                                                       |
| 17:00             |                 | (0:1) | 17' Paquetá                                            | Stade de la Mosson, Montpellier Widzów: 14 747 Sędzia: Thomas Léonard |
| 17:00             | Ferri 68'       | (0:1) | 29' Slimani · 40' Caqueret · 45' Boateng · 67' Emerson | Stade de la Mosson, Montpellier Widzów: 14 747 Sędzia: Thomas Léonard |

| 28 listopada 2021 | Olympique Marsylia | 1:0   | Troyes                                               |                                                                       |
| 20:45             | Lirola 74'         | (0:0) |                                                      | Stade Vélodrome, Marsylia Widzów: bez kibiców Sędzia: Jérémie Pignard |
| 20:45             | Gueye 16'          | (0:0) | 10' Salmier · 17' Tardieu · 43' Koné · 59' Rodrigues | Stade Vélodrome, Marsylia Widzów: bez kibiców Sędzia: Jérémie Pignard |

### 16. kolejka (1 grudnia)
| 1 grudnia 2021 | Angers SCO       | 1:3   | AS Monaco                         |                                                                   |
| 19:00          | Nübel 55' (sam.) | (0:2) | 25' Boadu · 45' Diop · 73' Disasi | Stade Raymond-Kopa, Angers Widzów: 8 267 Sędzia: Romain Lissorgue |
| 19:00          | Mangani 42'      | (0:2) | 10' Sidibé · 42' Volland          | Stade Raymond-Kopa, Angers Widzów: 8 267 Sędzia: Romain Lissorgue |

| 1 grudnia 2021 | Brest                           | 1:0   | AS Saint-Étienne                            |                                                                  |
| 19:00          | Faivre 64' (k)                  | (0:0) |                                             | Stade Francis-Le Blé, Brest Widzów: 13 248 Sędzia: Mikael Lesage |
| 19:00          | Pierre-Gabriel 60' · Agoumé 67' | (0:0) | 58' Gourna-Douath · 64' Trauco · 86' Nordin | Stade Francis-Le Blé, Brest Widzów: 13 248 Sędzia: Mikael Lesage |

| 1 grudnia 2021 | FC Metz              | 1:3   | Montpellier HSC                          |                                                                            |
| 19:00          | de Préville 70'      | (0:2) | 36' Savanier · 45+1' Mavididi · 48' Wahi | Stade Municipal Saint-Symphorien, Metz Widzów: 13 992 Sędzia: Ruddy Buquet |
| 19:00          | Sarr 34' · Bronn 36' | (0:2) | 72' Mollet · 82' Ristić                  | Stade Municipal Saint-Symphorien, Metz Widzów: 13 992 Sędzia: Ruddy Buquet |

| 1 grudnia 2021 | RC Strasbourg                                                      | 5:2   | Girondins Bordeaux                     |                                                                    |
| 19:00          | Thomasson 22' · Gameiro 43' (k) · Ajorque 45+1' (65) · Liénard 48' | (3:1) | 7' Ui-jo · 57' Elis                    | Stade de la Meinau, Strasburg Widzów: 24 378 Sędzia: Willy Delajod |
| 19:00          | Prcić 14' · Djiku 36'                                              | (3:1) | 18' Kwateng · 43' Gregersen · 70' Elis | Stade de la Meinau, Strasburg Widzów: 24 378 Sędzia: Willy Delajod |

| 1 grudnia 2021 | Troyes                 | 2:0   | Lorient    |                                                             |
| 19:00          | Ripart 7' · Kouamé 34' | (2:0) |            | Stade de l’Aube, Troyes Widzów: 6 506 Sędzia: Jérémy Stinat |
| 19:00          | Kaboré 63'             | (2:0) | 83' Diarra | Stade de l’Aube, Troyes Widzów: 6 506 Sędzia: Jérémy Stinat |

| 1 grudnia 2021 | Clermont Foot                                                             | 2:2   | RC Lens                                                            |                                                                                |
| 21:00          | Magnin 41' · Bayo 65'                                                     | (1:1) | 12' (sam.) Gastien · 47' Fofana                                    | Stade Gabriel-Montpied, Clermont-Ferrand Widzów: 11 948 Sędzia: Amaury Delerue |
| 21:00          | Gastien 9' · Ogier 37' · 85' Gastien · 81' Hamel · 84' Diaby · 86' Dossou | (1:1) | 15' Danso · 36' Haidara · 56' Clauss · 69' Frankowski · 90+6' Jean | Stade Gabriel-Montpied, Clermont-Ferrand Widzów: 11 948 Sędzia: Amaury Delerue |

| 1 grudnia 2021 | Olympique Lyon                          | 1:2   | Stade de Reims               |                                                         |
| 21:00          | Ekambi 66'                              | (0:0) | 56' Faes · 90+3' Ekitike     | Parc OL, Lyon Widzów: bez kibiców Sędzia: Benoît Millot |
| 21:00          | Paquetá 23' · Denayer 49' · 82' Dembélé | (0:0) | 53' Munetsi · 65' Abdelhamid | Parc OL, Lyon Widzów: bez kibiców Sędzia: Benoît Millot |

| 1 grudnia 2021 | FC Nantes                | 0:1   | Olympique Marsylia           |                                                                      |
| 21:00          |                          | (0:1) | 30' Rodrigues                | Stade de la Beaujoire, Nantes Widzów: 34 018 Sędzia: Eric Wattellier |
| 21:00          | Pallois 32' · Lafont 78' | (0:1) | 71' Rodrigues · 78' González | Stade de la Beaujoire, Nantes Widzów: 34 018 Sędzia: Eric Wattellier |

| 1 grudnia 2021 | Paris Saint-Germain        | 0:0   | OGC Nice                |                                                               |
| 21:00          |                            | (0:0) |                         | Parc des Princes, Paryż Widzów: 47 502 Sędzia: Clément Turpin |
| 21:00          | Pereira 31' · Di María 76' | (0:0) | 66' Kluivert · 88' Bard | Parc des Princes, Paryż Widzów: 47 502 Sędzia: Clément Turpin |

| 1 grudnia 2021 | Stade Rennes   | 1:2   | Lille OSC              |                                                                |
| 21:00          | Bourigeaud 85' | (0:2) | 31' Xeka · 45' Sanches | Roazhon Park, Rennes Widzów: 25 392 Sędzia: Stéphanie Frappart |
| 21:00          | Génésio 82'    | (0:2) |                        | Roazhon Park, Rennes Widzów: 25 392 Sędzia: Stéphanie Frappart |

### 17. kolejka (4 – 5 grudnia)
| 4 grudnia 2021 | Olympique Marsylia | 1:2   | Brest                                |                                                               |
| 17:00          | Gerson 29'         | (1:0) | 53' (k) Faivre · 70' Honorat         | Stade Vélodrome, Marsylia Widzów: 54 413 Sędzia: Gaël Angoula |
| 17:00          | Kamara 61'         | (1:0) | 90+3' Pierre-Gabriel · 90+4' Cardona | Stade Vélodrome, Marsylia Widzów: 54 413 Sędzia: Gaël Angoula |

| 4 grudnia 2021 | Lille OSC                         | 2:1   | Troyes                                                |                                                                              |
| 19:00          | David 48' · Giraudon 85' (sam.)   | (0:1) | 6' Dingomé                                            | Stade Pierre-Mauroy, Villeneuve-d’Ascq Widzów: 28 286 Sędzia: Benoît Bastien |
| 19:00          | Xeka 41' · Yılmaz 66' · Onana 88' | (0:1) | 22' Kouamé · 33' Giraudon · 33' Salmier · 59' Dingomé | Stade Pierre-Mauroy, Villeneuve-d’Ascq Widzów: 28 286 Sędzia: Benoît Bastien |

| 4 grudnia 2021 | RC Lens                   | 1:1   | Paris Saint-Germain       |                                                                     |
| 21:00          | Fofana 62'                | (0:0) | 90+2' Wijnaldum           | Stade Félix-Bollaert, Lens Widzów: 36 685 Sędzia: François Letexier |
| 21:00          | Medina 47' · Gradit 90+3' | (0:0) | 63' Verratti · 90' Hakimi | Stade Félix-Bollaert, Lens Widzów: 36 685 Sędzia: François Letexier |

| 5 grudnia 2021 | AS Saint-Étienne | 0:5   | Stade Rennes                                             |                                                                              |
| 13:00          |                  | (0:3) | 22' (28), 48' Terrier · 45' (sam.) Maçon · 83' Ugochukwu | Stade Geoffroy-Guichard, Saint-Étienne Widzów: 11 257 Sędzia: Thomas Léonard |
| 13:00          | Camara 76'       | (0:3) |                                                          | Stade Geoffroy-Guichard, Saint-Étienne Widzów: 11 257 Sędzia: Thomas Léonard |

| 5 grudnia 2021 | Lorient      | 0:1   | FC Nantes                                       |                                                                   |
| 15:00          |              | (0:0) | 83' Cyprien                                     | Stade Yves Allainmat, Lorient Widzów: 16 025 Sędzia: Ruddy Buquet |
| 15:00          | Ouattara 26' | (0:0) | 18' Coulibaly · 48' Moutoussamy · 90+1' Girotto | Stade Yves Allainmat, Lorient Widzów: 16 025 Sędzia: Ruddy Buquet |

| 5 grudnia 2021 | AS Monaco                                               | 4:0   | FC Metz                |                                                                  |
| 15:00          | Diop 2' · Volland 44' (k) · Martins 57' · Ben Yedde 87' | (2:0) |                        | Stadion Ludwika II, Monako Widzów: 4 923 Sędzia: Bastien Dechepy |
| 15:00          | Volland 49'                                             | (2:0) | 78' Bronn · 90' Traoré | Stadion Ludwika II, Monako Widzów: 4 923 Sędzia: Bastien Dechepy |

| 5 grudnia 2021 | Montpellier HSC                         | 1:0   | Clermont Foot |                                                                     |
| 15:00          | Wahi 28'                                | (1:0) |               | Stade de la Mosson, Montpellier Widzów: 9 643 Sędzia: Florent Batta |
| 15:00          | Mavididi 38' · Sambia 50' · Chotard 90' | (1:0) | 51' Samed     | Stade de la Mosson, Montpellier Widzów: 9 643 Sędzia: Florent Batta |

| 5 grudnia 2021 | Stade de Reims                        | 1:2   | Angers SCO                            |                                                                |
| 15:00          | Ekitike 59' (k)                       | (0:0) | 49' Boufal · 75' Fulgini              | Stade Auguste Delaune, Reims Widzów: 8 238 Sędzia: Johan Hamel |
| 15:00          | Berisha 35' · Lopy 30' · Matusiwa 48' | (0:0) | 33' Boufal · 39' Traoré · 57' Doumbia | Stade Auguste Delaune, Reims Widzów: 8 238 Sędzia: Johan Hamel |

| 5 grudnia 2021 | OGC Nice                                | 0:3   | RC Strasbourg                                |                                                               |
| 17:00          |                                         | (0:1) | 21' Ajorque · 81' Diallo · 84' Thomasson     | Allianz Riviera, Nicea Widzów: 16 620 Sędzia: Jérémie Pignard |
| 17:00          | Daniliuc 45+1' · Atal 66' · Rosario 84' | (0:1) | 35' Sissoko · 45+4' Ajorque · Bellegarde 47' | Allianz Riviera, Nicea Widzów: 16 620 Sędzia: Jérémie Pignard |

| 5 grudnia 2021 | Girondins Bordeaux          | 2:2   | Olympique Lyon           |                                                                         |
| 20:45          | Gusto 36' (sam.) · Elis 58' | (1:2) | 29' Denayer · 41' Mendes | Stade Matmut-Atlantique, Bordeaux Widzów: 25 210 Sędzia: Jérôme Brisard |

### 18. kolejka (10 – 12 grudnia)
| 10 grudnia 2021 | FC Nantes                               | 3:2   | RC Lens                               |                                                                         |
| 21:00           | Muani 49' (57) · Simon 90'              | (0:2) | 7' Costa · 14' Kalimuendo             | Stade de la Beaujoire, Nantes Widzów: 21 890 Sędzia: Stéphanie Frappart |
| 21:00           | Girotto 31' · Blas 60' · Chirivella 76' | (0:2) | 46' Haidara · 60' Gradit · Medina 61' | Stade de la Beaujoire, Nantes Widzów: 21 890 Sędzia: Stéphanie Frappart |

| 11 grudnia 2021 | Brest                      | 0:4   | Montpellier HSC                                      |                                                                  |
| 17:00           |                            | (0:1) | 45+1' Wahi · 47' Mavididi · 60' Sambia · 85' Germain | Stade Francis-Le Blé, Brest Widzów: 11 332 Sędzia: Benoît Millot |
| 17:00           | Hérelle 62' · Magnetti 84' | (0:1) | 89' Ferri                                            | Stade Francis-Le Blé, Brest Widzów: 11 332 Sędzia: Benoît Millot |

| 11 grudnia 2021 | Stade de Reims            | 2:0   | AS Saint-Étienne                     |                                                                       |
| 21:00           | Touré 23' (k) · Mbuku 89' | (1:0) |                                      | Stade Auguste Delaune, Reims Widzów: 12 019 Sędzia: Pierre Gaillouste |
| 21:00           | Konan 53' · Faes 54'      | (1:0) | 45' Bouanga · 67' Maçon · 79' Khazri | Stade Auguste Delaune, Reims Widzów: 12 019 Sędzia: Pierre Gaillouste |

| 12 grudnia 2021 | Lille OSC             | 0:0   | Olympique Lyon                                                                       |                                                                              |
| 13:00           |                       | (0:0) |                                                                                      | Stade Pierre-Mauroy, Villeneuve-d’Ascq Widzów: 40 248 Sędzia: Amaury Delerue |
| 13:00           | André 18' · Çelik 22' | (0:0) | 24' Da Silva · 45+1' Mendes · 82' Gusto · 88' Dembélé · 90+3' Boateng · 90+6' Cherki | Stade Pierre-Mauroy, Villeneuve-d’Ascq Widzów: 40 248 Sędzia: Amaury Delerue |

| 12 grudnia 2021 | Angers SCO | 0:1   | Clermont Foot            |                                                                |
| 15:00           |            | (0:0) | 84' (k) Bayo             | Stade Raymond-Kopa, Angers Widzów: 8 149 Sędzia: Jérémy Stinat |
| 15:00           | Thomas 90' | (0:0) | 64' Magnin · 90+4' Diaby | Stade Raymond-Kopa, Angers Widzów: 8 149 Sędzia: Jérémy Stinat |

| 12 grudnia 2021 | FC Metz                                            | 4:1   | Lorient                   |                                                                               |
| 15:00           | Sarr 5' · Jenz 9' (sam.) · Boulaya 19' · Niane 80' | (3:0) | 69' Jenz                  | Stade Municipal Saint-Symphorien, Metz Widzów: 14 037 Sędzia: Eric Wattellier |
| 15:00           | Pajot 49' · Sarr 89'                               | (3:0) | 17' Abergel · 28' Laporte | Stade Municipal Saint-Symphorien, Metz Widzów: 14 037 Sędzia: Eric Wattellier |

| 12 grudnia 2021 | Stade Rennes   | 1:2   | OGC Nice                                                |                                                           |
| 15:00           | Bourigeaud 59' | (0:1) | 19' (k) Dolberg · 51' Atal                              | Roazhon Park, Rennes Widzów: 27 892 Sędzia: Willy Delajod |
| 15:00           | Santamaria 17' | (0:1) | 44' Benítez · 70' Rosario · Gouiri 81' · Boudaoui 90+2' | Roazhon Park, Rennes Widzów: 27 892 Sędzia: Willy Delajod |

| 12 grudnia 2021 | Troyes                                       | 1:2   | Girondins Bordeaux                         |                                                                |
| 15:00           | Chavalerin 28'                               | (1:1) | 30' (sam.) Salmier · 54' Hwang             | Stade de l’Aube, Troyes Widzów: 7 950 Sędzia: Romain Lissorgue |
| 15:00           | Tardieu 35' · El Hajjam 57' · Biancone 90+7' | (1:1) | 66' Fransérgio · 86' Lacoux · Briand 90+7' | Stade de l’Aube, Troyes Widzów: 7 950 Sędzia: Romain Lissorgue |

| 12 grudnia 2021 | RC Strasbourg            | 0:2   | Olympique Marsylia         |                                                                    |
| 17:00           |                          | (0:0) | 62' Dieng · 82' Caleta-Car | Stade de la Meinau, Strasburg Widzów: 26 028 Sędzia: Mikael Lesage |
| 17:00           | Ajorque 49' · Nyamsi 71' | (0:0) | 68' Guendouzi              | Stade de la Meinau, Strasburg Widzów: 26 028 Sędzia: Mikael Lesage |

| 12 grudnia 2021 | Paris Saint-Germain                   | 2:0   | AS Monaco                                           |                                                               |
| 20:45           | Mbappé 12' (k), 45'                   | (2:0) |                                                     | Parc des Princes, Paryż Widzów: 41 154 Sędzia: Benoît Bastien |
| 20:45           | Mbappé 19' · Gueye 74' · Verratti 89' | (2:0) | 11' Sidibé · 17' Fofana · Maripán 63' · Martins 73' | Parc des Princes, Paryż Widzów: 41 154 Sędzia: Benoît Bastien |

### 19. kolejka (22 grudnia)
| 22 grudnia 2021 | Girondins Bordeaux | 2:3   | Lille OSC                              |                                                                        |
| 21:00           | Elis 17' (45)      | (2:1) | 33' André · 77' (k) Yılmaz · 84' David | Stade Matmut-Atlantique, Bordeaux Widzów: 39 967 Sędzia: Mikael Lesage |
| 21:00           | Fransérgio 45+2'   | (2:1) | 36' Yılmaz · 37' Sanches · 88' Djaló   | Stade Matmut-Atlantique, Bordeaux Widzów: 39 967 Sędzia: Mikael Lesage |

| 22 grudnia 2021 | Lorient        | 1:1   | Paris Saint-Germain            |                                                                      |
| 21:00           | Monconduit 40' | (1:0) | 90+1' Icardi                   | Stade Yves Allainmat, Lorient Widzów: 16 603 Sędzia: Jérémie Pignard |
| 21:00           | Ouattara 43'   | (1:0) | 81', 86' Ramos · 85' Wijnaldum | Stade Yves Allainmat, Lorient Widzów: 16 603 Sędzia: Jérémie Pignard |

| 22 grudnia 2021 | Olympique Lyon              | 1:1   | FC Metz                                |                                                        |
| 21:00           | Lukeba 56'                  | (0:0) | 58' Traoré                             | Parc OL, Lyon Widzów: 34 867 Sędzia: Pierre Gaillouste |
| 21:00           | Caqueret 30' · Da Silva 39' | (0:0) | 34' Jemerson · 68' Maïga · 84' Mbengue | Parc OL, Lyon Widzów: 34 867 Sędzia: Pierre Gaillouste |

| 22 grudnia 2021 | Olympique Marsylia                                              | 1:1   | Stade de Reims                                          |                                                                    |
| 21:00           | Payet 90+8' (k)                                                 | (0:0) | 75' Ekitike                                             | Stade Vélodrome, Marsylia Widzów: 55 908 Sędzia: François Letexier |
| 21:00           | Rongier 28' · Gerson 44' · Dieng 85' · Payet 85' · Kamara 90+9' | (0:0) | 81' Cassamá · 90+4' Abdelhamid · Gravillon 90+7', 90+8' | Stade Vélodrome, Marsylia Widzów: 55 908 Sędzia: François Letexier |

| 22 grudnia 2021 | AS Monaco                       | 2:1   | Stade Rennes |                                                               |
| 21:00           | Ben Yedde 35' (k) · Volland 72' | (1:1) | 16' Terrier  | Stadion Ludwika II, Monako Widzów: 5 954 Sędzia: Ruddy Buquet |
| 21:00           | Maripán 80' · Tchouaméni 87'    | (1:1) | 13' Truffert | Stadion Ludwika II, Monako Widzów: 5 954 Sędzia: Ruddy Buquet |

| 22 grudnia 2021 | Montpellier HSC                                      | 4:1   | Angers SCO |                                                                    |
| 21:00           | Savanier 14' · Cozza 30' · Ristić 51' · Mavididi 76' | (2:1) | 45+1' Lage | Stade de la Mosson, Montpellier Widzów: 10 990 Sędzia: Hugo Miguel |
| 21:00           | Sambia 48'                                           | (2:1) | 13' Boufal | Stade de la Mosson, Montpellier Widzów: 10 990 Sędzia: Hugo Miguel |

| 22 grudnia 2021 | OGC Nice                   | 2:1   | RC Lens        |                                                              |
| 21:00           | Lemina 63' · Kluivert 79'  | (0:1) | 30' Kalimuendo | Allianz Riviera, Nicea Widzów: 22 065 Sędzia: Jérôme Brisard |
| 21:00           | 23' Haïdara · 90+1' Gradit | (0:1) |                | Allianz Riviera, Nicea Widzów: 22 065 Sędzia: Jérôme Brisard |

| 22 grudnia 2021 | AS Saint-Étienne | 0:1   | FC Nantes       |                                                                              |
| 21:00           |                  | (0:0) | 83' Muani       | Stade Geoffroy-Guichard, Saint-Étienne Widzów: 23 681 Sędzia: Clément Turpin |
| 21:00           | Moueffek 90+4'   | (0:0) | 71' Castelletto | Stade Geoffroy-Guichard, Saint-Étienne Widzów: 23 681 Sędzia: Clément Turpin |

| 22 grudnia 2021 | Troyes                       | 1:1   | Brest       |                                                           |
| 21:00           | Rami 80'                     | (0:1) | 5' Honorat  | Stade de l’Aube, Troyes Widzów: 6 872 Sędzia: Johan Hamel |
| 21:00           | Moulin 13', 13' · Kaboré 13' | (0:1) | 22' Hérelle | Stade de l’Aube, Troyes Widzów: 6 872 Sędzia: Johan Hamel |

| 19 stycznia 2022 | Clermont Foot            | 0:2   | RC Strasbourg                |                                                                                |
| 19:00            |                          | (0:1) | 44' Gameiro · 77' Hountondji | Stade Gabriel-Montpied, Clermont-Ferrand Widzów: 4 219 Sędzia: Bastien Dechepy |
| 19:00            | N’Simba 60' · Dossou 80' | (0:1) |                              | Stade Gabriel-Montpied, Clermont-Ferrand Widzów: 4 219 Sędzia: Bastien Dechepy |